# 2016年のメジャーリーグベースボール
2016年のメジャーリーグベースボール（2016ねんのメジャーリーグベースボール）では2016年のメジャーリーグベースボール（MLB）の出来事における動向をまとめる。
2015年のメジャーリーグベースボール - 2016年のメジャーリーグベースボール - 2017年のメジャーリーグベースボール

## できごと

### 1月
- 5日
  - クリーブランド・インディアンスは、テキサス・レンジャーズからFAのマイク・ナポリと1年700万ドルの契約で合意[1]。
- 6日
  - ロサンゼルス・ドジャースは、同球団からFAとなったブランドン・ビーチーと1年150万ドルの契約を結んだ[2]。
  - ミルウォーキー・ブルワーズは、ヒューストン・アストロズからFAとなったクリス・カーターと1年250万ドルの契約を結んだ[3]。
  - ピッツバーグ・パイレーツは、デトロイト・タイガースからFAとなったネフタリ・フェリスと1年390万ドルの契約を結んだ[4]。
  - ワシントン・ナショナルズは、ニューヨーク・メッツからFAとなったダニエル・マーフィーと3年総額3750万ドルの契約を結んだ[5]。
  - ワシントン・ナショナルズは、ニューヨーク・ヤンキースからFAとなったスティーブン・ドリューと1年300万ドルの契約を結んだ[6]。
  - カンザスシティ・ロイヤルズは、同球団からFAとなったアレックス・ゴードンと4年総額7200万ドルの契約を結んだ[7]。
- 7日
  - ロサンゼルス・ドジャースは、広島東洋カープからポスティングシステムを利用した前田健太の入団会見を行った。8年契約で、背番号は18[8]。
- 8日
  - ワシントン・ナショナルズのGM特別補佐にダン・ジェニングスが就任[9]。
- 11日
  - セントルイス・カージナルスは、前阪神タイガースの呉昇桓と1年250万ドルの契約を結んだことを発表[10]
- 12日
  - ロサンゼルス・ドジャースの野球部門球団副社長にアレックス・アンソポロスが就任[11]。
- 13日
  - マイアミ・マーリンズは、ボルチモア・オリオールズからFAの陳偉殷と5年8000万ドルの契約で合意[12]。
- 16日
  - ボルチモア・オリオールズは、FAのクリス・デービスと7年1億6100万ドル（球団史上最高額）で再契約[13]。
- 18日
  - デトロイト・タイガースは、サンディエゴ・パドレスからFAのジャスティン・アップトンと6年総額1億3275万ドルの契約で合意[14]。
- 20日
  - ボストン・レッドソックスは、田沢純一との年俸調停を回避し、1年契約で合意[15]。
  - ニューヨーク・メッツは、ピッツバーグ・パイレーツからFAのアントニオ・バスタルドと2年総額1200万ドルの契約で合意[16]。
  - シカゴ・カブスは、前トロント・ブルージェイズの川﨑宗則とマイナー契約を結んだことを発表[17]。
  - ロサンゼルス・ドジャースは、ピッツバーグ・パイレーツからFAのジョー・ブラントンと1年400万ドルの契約で合意[18]。
- 22日
  - ニューヨーク・メッツは、FAのヨエニス・セスペデスと3年総額7500万ドルの契約で合意[19]。
- 28日
  - ヒューストン・アストロズは、ワシントン・ナショナルズからFAのダグ・フィスターと1年700万ドルの契約で合意[20]。
  - タンパベイ・レイズのジェイク・マギーと、コロラド・ロッキーズのコーリー・ディッカーソンがトレード[21]。

### 2月
- 2日
  - ロサンゼルス・ドジャースの編成本部長特別補佐にグレッグ・マダックスとラウル・イバニェスが就任[22]。
- 3日
  - ボストン・レッドソックスは、前横浜DeNAベイスターズの岡島秀樹とマイナー契約を結んだことを発表[23]。
  - シアトル・マリナーズは、前福岡ソフトバンクホークスの李大浩とマイナー契約を結んだことを発表[24]。
  - ニューヨーク・メッツは、1986年に着用していたユニフォームを本拠地の試合で数試合使用することを発表[25]。
- 12日
  - オークランド・アスレチックスは、ミルウォーキー・ブルワーズのクリス・デービスをトレードで獲得したことを発表[26]。
  - シカゴ・カブスは、前阪神タイガースのマット・マートンとマイナー契約を結んだことを発表[27]。
- 25日
  - シカゴ・カブスは、デクスター・ファウラーと1年800万ドルの契約を結んだことを発表[28]。
- 28日
  - テキサス・レンジャーズは、ワシントン・ナショナルズからFAのイアン・デズモンドと1年800万ドルの契約で合意[29]。

### 3月
- 1日
  - アリゾナ・ダイヤモンドバックスは、前千葉ロッテマリーンズの中後悠平とマイナー契約を結んだ[30]。
- 22日
  - アメリカ合衆国とキューバの国交正常化を記念してキューバのハバナで試合が行われ、タンパベイ・レイズ対キューバ代表の親善試合が実現。1999年のボルチモア・オリオールズ対キューバ代表の親善試合以来17年ぶり[31]。

### 4月
- 4月3日 - レギュラーシーズン開幕
  - 前年のワールドシリーズの再現となるカンザスシティ・ロイヤルズとニューヨーク・メッツの試合がカウフマン・スタジアムで行われ、ロイヤルズがスコア4-3で勝利[32]。

- 4日
  - コロラド・ロッキーズのトレバー・ストーリーがアリゾナ・ダイヤモンドバックス戦で史上初となる開幕戦でのデビュー戦で2本塁打を記録[33][34]。
  - トロント・ブルージェイズのブレット・セシルがタンパベイ・レイズ戦で38試合連続自責点なしを記録し、クレイグ・キンブレルの持つMLB記録に並んだ[35]。
- 5日
  - ピッツバーグ・パイレーツはグレゴリー・ポランコと2021年までの5年総額3500万ドルの契約延長を発表[36]。
- 6日
  - デトロイト・タイガースのビクター・マルティネスがマイアミ・マーリンズ戦で史上初となる開幕から2試合連続の代打本塁打を記録[37]。
- 8日
  - コロラド・ロッキーズのトレバー・ストーリーがサンディエゴ・パドレス戦で史上5人目[38]となる開幕から4試合連続本塁打を記録[39]し、史上初となるデビュー戦から4試合[40]連続本塁打も記録。
  - ロサンゼルス・ドジャースがサンフランシスコ・ジャイアンツ戦で歴代2位となる開幕から31イニング連続無失点を達成[41]。
  - セントルイス・カージナルスがアトランタ・ブレーブス戦で史上初となる同一試合で同一チームから3人の代打本塁打を記録（ジェレミー・ヘイゼルベイカー、アレドミス・ディアス、グレッグ・ガルシア）[42]。
- 9日
  - サンフランシスコ・ジャイアンツはブランドン・ベルトと2021年までの5年総額7280万ドルの契約延長を発表[43]。
- 11日
  - 開幕週（4月4日 - 4月10日）のプレイヤー・オブ・ザ・ウィークで、アメリカン・リーグでは新人として史上2人目[44]となるタイラー・ホワイトが、ナショナル・リーグでは新人として史上2人目[45]となるトレバー・ストーリーが受賞し、開幕週に限らず史上初となる両リーグともに新人の受賞が発表された[46]。
- 12日
  - MLB機構は4月15日のジャッキー・ロビンソン・デーを前に、ジャッキー・ロビンソン博物館へ100万ドル寄付することを発表[47]。
- 14日
  - MLB機構はフィラデルフィア・フィリーズのダニエル・スタンフが薬物規定違反を犯したとして、80試合の出場停止処分を下したと発表した[48]。
  - フィラデルフィア・フィリーズのビンセント・ベラスケスがサンディエゴ・パドレス戦で史上6人目（7度目）[49]となる無四球で16奪三振を記録[50]。
- 15日
  - テキサス・レンジャーズはエイドリアン・ベルトレと2018年までの2年総額3600万ドルの契約延長を発表[51]。
- 4月22日
  - MLB機構はトロント・ブルージェイズのクリス・コラベロが薬物規定違反を犯したとして、80試合の出場停止処分を下したと発表した[52]。
- 28日
  - MLB機構はマイアミ・マーリンズのディー・ゴードンが薬物規定違反を犯したとして、80試合の出場停止処分を下したと発表した[53]。
- 29日
  - コロラド・ロッキーズのトレバー・ストーリーがアリゾナ・ダイヤモンドバックス戦で月間10本塁打を達成し、ホセ・アブレイユの持つ4月の月間新人本塁打記録に並んだ[54]。

### 5月
- 6日
  - 5月30日と31日にプエルトリコのサンフアンで予定されていたマイアミ・マーリンズ対ピッツバーグ・パイレーツの公式戦2試合が、ジカ熱の懸念により中止が発表された（代替球場はマーリンズの本拠地マーリンズ・パーク）[55]。
- 9日
  - ワシントン・ナショナルズはスティーブン・ストラスバーグと2023年までの7年総額1億7500万ドルの契約延長を発表[56]。
  - シアトル・マリナーズのフェリックス・ヘルナンデスがタンパベイ・レイズ戦で通算146勝目を記録し、ジェイミー・モイヤーの持つ球団記録を更新[57]。
- 10日
  - MLB機構はカンザスシティ・ロイヤルズのアダルベルト・モンデシーが薬物規定違反を犯したとして、50試合の出場停止処分を下したと発表した[58]。

- 11日
  - アリゾナ・ダイヤモンドバックスの球団社長特別補佐にウィリー・ブルームクイストが就任[59]。
  - ニューヨーク・メッツのノア・シンダーガードがロサンゼルス・ドジャース戦で、MLBでは7年ぶり[60]となる投手による1試合2本塁打を記録[61][62]。
- 15日
  - テキサス・レンジャーズ対トロント・ブルージェイズの試合で、ホセ・バティスタの守備妨害でのスライディングをきっかけにルーグネッド・オドーアとの乱闘が発生し、両チームの選手やコーチら6人が退場宣告された[63]。
- 17日
  - ピッツバーグ・パイレーツはフランシスコ・セルベーリと2019年までの3年総額3100万ドルの契約延長を発表[64]。
  - アトランタ・ブレーブスは、フレディ・ゴンザレスの監督解任を発表[65]。
- 19日
  - ロサンゼルス・エンゼルスが、ティム・リンスカムと契約合意[66]。
- 25日
  - シカゴ・カブスのジェイク・アリエータがセントルイス・カージナルス戦で先発24連勝を達成し、クリス・メドレンの持つMLB記録に並んだ[67]。
- 29日
  - ニューヨーク・ヤンキースが対タンパベイ・レイズ戦で1安打で勝利。ヤンキースの1安打勝利は1914年7月10日以来102年ぶり[68]。

### 6月
- 1日
  - MLB機構はクリーブランド・インディアンスのマーロン・バードが薬物規定違反を犯したとして、162試合の出場停止処分を下したと発表した[69]。
- 4日
  - シカゴ・ホワイトソックスは、トレードでサンディエゴ・パドレスのジェームズ・シールズを獲得したことを発表[70]。
- 7日
  - MLBドラフトが開催され、ミッキー・モニアックがフィラデルフィア・フィリーズから全体1位指名された。高校生の野手が全体1位指名されたのはティム・ベッカム以来8年ぶり。
- 9日
  - シカゴ・ホワイトソックスが無所属のジャスティン・モルノーと1年100万ドルで契約[71]。
- 19日
  - シアトル・マリナーズのクリス・テイラーと、ロサンゼルス・ドジャースのザック・リーのトレードが成立[72]。
- 20日
  - ロサンゼルス・ドジャースのケンリー・ジャンセンがワシントン・ナショナルズ戦で通算162セーブを記録し、エリック・ガニエの持つ球団記録を更新した[73]。
  - アリゾナ・ダイヤモンドバックスのブラッド・ジーグラーが歴代7位となる43試合連続セーブ成功を達成[74]。
- 23日
  - MLB機構はシアトル・マリナーズ傘下のブーグ・パウエルが薬物規定違反を犯したとして、80試合の出場停止処分を下したと発表した[75]。
- 24日
  - シカゴ・ホワイトソックスは、復刻ユニフォームの着用を拒否し切り刻んだクリス・セールに対して、5日間の出場停止処分を科した[76]。
  - ピッツバーグ・パイレーツのクリント・ハードル監督がロサンゼルス・ドジャース戦で史上61人目となる通算1000勝を達成[77]。
- 25日
  - ニューヨーク・メッツは、ホセ・レイエスとマイナー契約を結んだ[78]。
- 27日
  - マイアミ・マーリンズは、ジェレミー・ガスリーとマイナー契約を結んだ[79]。
  - シカゴ・カブスのクリス・ブライアントがシンシナティ・レッズ戦で史上9人目となる1試合5長打を記録[80]。
- 30日
  - ボルチモア・オリオールズが、6月のチーム本塁打記録を56に更新[81]。
  - サンフランシスコ・ジャイアンツのマディソン・バンガーナーが、9番投手で出場。指名打者を解除した上で投手がスタメン出場するのは40年ぶり[82]。
  - マイアミ・マーリンズのクリス・パダックと、サンディエゴ・パドレスのフェルナンド・ロドニーがトレード[83]。

### 7月
- 1日
  - クリーブランド・インディアンスが、球団新記録の14連勝達成[84]。7月2日に連勝記録が止まる。
- 2日
  - ワシントン・ナショナルズはドミニカ共和国のヤセル・アントゥナ(Yasel Antuna)内野手と総額390万ドルの契約に合意[85]。
  - サンディエゴ・パドレスはドミニカ共和国のルイス・アルマンザー(Luis Almanzar)内野手と総額405万ドルの契約に合意[86]。
- 3日
  - オークランド・アスレチックスがキューバのラサロ・アルメンテロス外野手と総額300万ドルの契約に合意[87]。
- 4日
  - シンシナティ・レッズはキューバのアルフレド・ロドリゲス(Alfredo Rodriguez)内野手と総額700万ドルの契約に合意[88]。
- 7日
  - ボストン・レッドソックスは、ミルウォーキー・ブルワーズのアーロン・ヒルをマイナー2選手とのトレードで獲得したことを発表[89]。
- 8日
  - MLB機構はコディ・スタンリー（英語版）が薬物規定違反をしたとして、162試合出場停止処分を下したことを発表[90]。
  - サンディエゴ・パドレスはキューバのエイドリアン・モレホン投手と1100万ドルの契約に合意[91]。
- 12日
  - オールスターゲームがペトコ・パークで行われ、ア・リーグが4対2で勝利。MVPはカンザスシティ・ロイヤルズのエリック・ホズマーが選出された[92]。
- 7月15日
  - ボストン・レッドソックスは、サンディエゴ・パドレスのドリュー・ポメランツをトレードで獲得[93]。
- 7月16日
  - トロント・ブルージェイズはジャスティン・スモークと2年総額825万ドルで契約延長[94]。
  - サンフランシスコ・ジャイアンツのサンティアゴ・カシーヤがサンディエゴ・パドレス戦で史上21人目となるサヨナラボークを記録[95]。
- 7月17日
  - ヒューストン・アストロズは、キューバのユリエスキ・グリエルと5年契約を結んだことを発表[96]。
- 7月18日
  - ミネソタ・ツインズはテリー・ライアン（英語版）GMの解任を発表[97]。
- 7月19日
  - ニューヨーク・ヤンキースのジャコビー・エルズベリーがボルチモア・オリオールズ戦でシーズン9個目の打撃妨害を記録し、Roberto Kelly(1992年)の持つ歴代最多記録を更新（シーズン終了までに記録を「12」まで伸ばした）[98]。
- 7月23日
  - コロラド・ロッキーズのトレバー・ストーリーがシーズン25本目の本塁打を記録し、トロイ・トゥロウィツキーの持つナショナル・リーグの新人遊撃手最多本塁打記録を更新（シーズン終了までに記録を「27」まで伸ばした）[99]。
- 7月25日
  - シカゴ・カブスは、アダム・ウォーレン、グレイバー・トーレスら4選手とのトレードで、ニューヨーク・ヤンキースのアロルディス・チャップマンを獲得[100]。
- 7月26日
  - トロント・ブルージェイズは、トレードでサンディエゴ・パドレスのメルビン・アップトン・ジュニアを獲得[101]。
  - ニューヨーク・メッツのジェウリス・ファミリアがセントルイス・カージナルス戦で歴代3位[102]となる52試合連続セーブ成功を達成[103]。
- 7月27日
  - テキサス・レンジャーズはトラビス・デメリットとのトレードで、ルーカス・ハレルとダリオ・アルバレスを獲得[104]。
- 7月28日
  - サンフランシスコ・ジャイアンツはアダルベルト・メヒアとのトレードで、ミネソタ・ツインズのエドゥアルド・ヌニェスを獲得[105]。
- 7月29日
  - マイアミ・マーリンズのジャレッド・コザート、カーター・キャップス、ルイス・カスティーヨ、ジョシュ・ネイラー、サンディエゴ・パドレスのアンドリュー・キャッシュナー、コリン・レイ、タイロン・ゲレーロがトレード[106]。
- 7月30日
  - ボルチモア・オリオールズは、元東京ヤクルトスワローズのローガン・オンドルーセックを獲得したことを発表[107]。
  - ワシントン・ナショナルズのフェリペ・リベロとテイラー・ハーン、ピッツバーグ・パイレーツのマーク・メランソンがトレード[108]。
  - サンディエゴ・パドレスのマット・ケンプとアトランタ・ブレーブスのエクトル・オリベラのトレードが成立[109]。
- 7月31日
  - クリーブランド・インディアンスはトレードで、ベン・ヘラー、クリント・フレイジャー、ジャスティス・シェフィールド、J.P.ファイアライゼンを出してニューヨーク・ヤンキースのアンドリュー・ミラーを獲得[110]。
  - ニューヨーク・メッツは、トレードでシンシナティ・レッズのジェイ・ブルースを獲得[111]。
  - シカゴ・ホワイトソックスのザック・デュークとセントルイス・カージナルスのチャーリー・ティルソンのトレードが成立[112]。
  - アリゾナ・ダイヤモンドバックスのタイラー・クリッパードとニューヨーク・ヤンキースのビセンテ・カンポスのトレードが成立[113]。

### 8月
- 8月1日 - ウェイバー公示なしでのトレード期限
  - オークランド・アスレチックスのリッチ・ヒルとジョシュ・レディック、ロサンゼルス・ドジャースのジャレル・コットン、グラント・ホームズ、フランキー・モンタスのトレードが成立[114]。
  - ヒューストン・アストロズのスコット・フェルドマンとトロント・ブルージェイズのグアダルーペ・チャベスのトレードが成立[115]。
  - ニューヨーク・ヤンキースのイバン・ノバとピッツバーグ・パイレーツの2人の後日発表選手（スティーブン・タープリー、ティト・ポロ）のトレードが成立[116]。
  - ロサンゼルス・ドジャースのマイク・ボルシンガーとトロント・ブルージェイズのジェシー・チャベスのトレードが成立[117]。
  - タンパベイ・レイズのマット・ムーアとサンフランシスコ・ジャイアンツのマット・ダフィー、ルーシャス・フォックス、マイケル・サントスのトレードが成立[118]。
  - ミルウォーキー・ブルワーズのウィル・スミスとサンフランシスコ・ジャイアンツのアンドリュー・スザックとフィル・ビックフォードのトレードが成立[119]。
  - ミルウォーキー・ブルワーズのジェレミー・ジェフレスとジョナサン・ルクロイとテキサス・レンジャーズのルイス・ブリンソン、ルイス・オルティーズと後日発表選手（ライアン・コーデル（英語版））のトレードが成立[120]。
  - ピッツバーグ・パイレーツのフランシスコ・リリアーノ、リース・マクガイア、ハロルド・ラミレスとトロント・ブルージェイズのドリュー・ハッチソンのトレードが成立[121]。
  - ロサンゼルス・エンゼルスのジョー・スミスとシカゴ・カブスのヘスス・カスティーヨ（英語版）のトレードが成立[122]。
  - ヒューストン・アストロズのジョシュ・フィールズとロサンゼルス・ドジャースのヨルダン・アルバレスのトレードが成立[123]。
  - ピッツバーグ・パイレーツのジョン・ニースとニューヨーク・メッツのアントニオ・バスタルドのトレードが成立[124]。
  - ニューヨーク・ヤンキースのカルロス・ベルトランとテキサス・レンジャーズのディロン・テイト、エリック・スワンソン、ニック・グリーン（英語版）のトレードが成立[125]。
  - シンシナティ・レッズのジェイ・ブルースとニューヨーク・メッツのマックス・ウテル（英語版）、ディルソン・ヘレーラのトレードが成立[126]。
  - タンパベイ・レイズのブランドン・ガイヤーとクリーブランド・インディアンスのネイサン・ルークス、ジョンレイダー・サリナスのトレードが成立[127]。
  - ロサンゼルス・エンゼルスのヘクター・サンティアゴ、アラン・ブセニッツとミネソタ・ツインズのリッキー・ノラスコ、アレックス・メイヤーのトレードが成立[128]。
  - タンパベイ・レイズのスティーブ・ピアースとボルチモア・オリオールズのジョナ・ハイムのトレードが成立[129]。
  - カンザスシティ・ロイヤルズのダニー・ダフィーがタンパベイ・レイズ戦で16奪三振を記録し、球団記録を更新[130][131]。
- 8月4日
  - ロサンゼルス・ドジャースの前田健太が10勝目。メジャー1年目での2桁勝利を挙げた日本人は史上7人目[132]。
- 8月11日
  - コロラド・ロッキーズのデビッド・ダールがテキサス・レンジャーズ戦でデビューから17試合連続安打を記録し、Chuck Alenoの持つ歴代記録に並んだ[133]。
- 8月12日
  - 野村謙二郎がカンザスシティ・ロイヤルズのアドバイザーに就任[134]。
- 8月13日
  - ニューヨーク・ヤンキースのタイラー・オースティンとアーロン・ジャッジが初打席本塁打を記録。1試合2本の初打席初ホームランは史上初[135]。
  - クリーブランド・インディアンス傘下のフランシスコ・メヒアがマイナーリーグで歴代4位タイとなる50試合連続安打を記録[136]。
- 8月14日
  - ボストン・レッドソックスのムーキー・ベッツがアリゾナ・ダイヤモンドバックス戦で史上21人目となるシーズン2度目の1試合3本塁打を記録[137]。
- 8月20日
  - テキサス・レンジャーズは、ヒューストン・アストロズから自由契約のカルロス・ゴメスとマイナー契約を結んだことを発表[138]。
- 8月22日
  - 大手ゲームメーカー・任天堂は、自社が保有するシアトルマリナーズを運営する会社の株式の大半を地元シアトルの既存出資者に売却したことを発表。売却総額は6億6100万ドル（約660億円）。これにより任天堂は1992年から24年間続いたマリナーズの筆頭オーナーから外れることとなる[139]。
- 8月22日
  - ピッツバーグ・パイレーツはデビッド・フリースと2018年までの2年総額1100万ドルで契約延長[140]。
  - ボルチモア・オリオールズのザック・ブリットンが43試合連続自責点なしを達成し、歴代記録を更新[141][142]。
- 8月26日
  - テキサス・レンジャーズのジェレミー・ジェフレスが飲酒運転の容疑で逮捕[143]。
- 8月29日
  - ニューヨーク・ヤンキースのゲイリー・サンチェスが新人としては史上初となる2週連続で週間MVPを受賞[144]。
- 8月30日
  - MLB機構と選手会がルイジアナ州の洪水被害(2016 Louisiana floods)に対してアメリカ赤十字社に25万ドルを寄付[145]。
- 8月31日
  - オークランド・アスレチックスのココ・クリスプとクリーブランド・インディアンスのコルト・ハインズのトレードが成立[146]。

### 9月
- 9月3日
  - ロサンゼルス・エンゼルスのアルバート・プホルスがシアトル・マリナーズ戦で通算587本塁打を記録し、フランク・ロビンソンを抜いて歴代9位となった（シーズン終了までに591本まで記録を伸ばした）[147]。
- 9月6日
  - セントルイス・カージナルスのマット・カーペンターが代打本塁打を記録し、チームとしてシーズン15本目の代打本塁打となり、歴代記録を更新[148]。
- 9月8日
  - ニューヨーク・メッツは元NFL選手のティム・ティーボウとマイナー契約を結んだ[149]。
- 9月11日
  - オークランド・アスレチックスは、ビリー・バトラーを自由契約にしたことを発表[150]。
- 9月14日
  - トロント・ブルージェイズはベン・チェリントンと球団副社長（野球部門）として契約[151]。
- 9月15日
  - シカゴ・カブスが8年ぶり6回目の地区優勝[152]。
  - MLB機構はサンディエゴ・パドレスのA.J.プレラー（英語版）GMに30日間の業務停止処分を科した[153]。
- 9月16日
  - MLB機構は、2日前の試合で危険球による退場宣告を受けたアトランタ・ブレーブスのホセ・ラミレスに対して3試合の出場停止処分を科した[154]。
- 9月17日
  - コロラド・ロッキーズのジョン・グレイがサンディエゴ・パドレス戦で16奪三振を記録し、ダリル・カイルの持っていた球団記録を更新[155]。
  - カンザスシティ・ロイヤルズのネッド・ヨスト監督がシカゴ・ホワイトソックス戦で史上62人目となる通算1000勝、史上62人目[156]。
- 9月20日
  - ボストン・レッドソックスのデビッド・オルティーズがボルチモア・オリオールズ戦でシーズン36号本塁打を記録し、引退年の最多本数のデーブ・キングマンの記録を更新（シーズン終了までに38本まで記録を伸ばした）[157]。
- 9月21日
  - ロサンゼルス・ドジャースの前田健太がサンフランシスコ・ジャイアンツ戦で16勝目を記録し、ダルビッシュ有の持つ日本人歴代新人投手最多勝利記録に並んだ[158]。
- 9月22日
  - ミネソタ・ツインズのブライアン・ドージャーが、アメリカン・リーグの二塁手タイ記録となる42本塁打を記録[159]。
  - カンザスシティ・ロイヤルズの王建民が本人からの無条件解雇の申し出により退団。
- 9月23日
  - シアトル・マリナーズはスティーブ・クレベンジャーに対してシーズンの残り試合（10試合）の出場停止処分を科した。クレベンジャーはノースカロライナ州シャーロットで黒人が警察官に射殺されたこと(Shooting of Keith Lamont Scott)に対する抗議デモに批判的な内容を自身のTwitterで発言[160]。
- 9月24日
  - テキサス・レンジャーズが2年連続7回目の地区優勝[161]。

- 9月25日
  - マイアミ・マーリンズのホセ・フェルナンデスがボート事故により急死[162]。
  - ロサンゼルス・ドジャースが4年連続15回目の地区優勝[163]。
  - ボストン・レッドソックスのエドゥアルド・ロドリゲスとヒース・ハンブリーがタンパベイ・レイズ戦で継投によって歴代最多となる11者連続奪三振を記録（従来の記録はトム・シーバーの10者連続）[164]。
- 9月26日
  - クリーブランド・インディアンスが9年ぶり8回目の地区優勝[165]。

- 9月27日
  - マイアミ・マーリンズはマーティン・プラドと2019年まで3年総額4000万ドルで契約を延長[166]。
  - ニューヨーク・ヤンキースのゲイリー・サンチェスがデビューから51試合目で20本塁打を記録し、Wally Bergerの持つ歴代最速記録に並んだ[167]。
- 9月28日
  - ボストン・レッドソックスが3年ぶり8回目の地区優勝[168]。
  - アトランタ・ブレーブスのフレディ・フリーマンがフィラデルフィア・フィリーズ戦で、MLBでこの年最長となる30試合連続安打を記録[169]。
  - ボルチモア・オリオールズのザック・ブリットンがトロント・ブルージェイズ戦で歴代5位タイ[170]となる49試合連続セーブ成功を達成（連続記録は翌シーズンも継続）。
- 9月29日
  - シカゴ・カブスはセオ・エプスタイン編成本部長（球団副社長）およびジェド・ホイヤーGMと2021年まで5年契約で延長[171]。
  - MLB機構はトロント・ブルージェイズ傘下のヘスス・モンテロが薬物規定違反を犯したとして、50試合の出場停止処分を科した[172]。
  - シカゴ・カブス対ピッツバーグ・パイレーツの試合が、MLBでは11年ぶりとなる引き分けに終わった[173]。
- 9月30日
  - シンシナティ・レッズはブライアン・プライス監督の2017年まで1年契約で延長[174]。

### 10月
- 10月2日 - レギュラーシーズン閉幕
  - このシーズンの全チーム通算で歴代2位となる5610本の本塁打が記録された（2000年の5693本に次ぐ）[175]。
  - ボルチモア・オリオールズのマット・ウィータースが本塁打を記録し、チームとしてシーズン253本目となり、歴代5位となった[176]。
  - ボルチモア・オリオールズのザック・ブリットンが史上4人目[177]となるシーズンセーブ成功率100パーセントで40セーブ以上を達成。
  - アトランタ・ブレーブスはジム・ジョンソンと2018年まで2年総額1000万ドルで契約を延長[178]。
  - シカゴ・ホワイトソックスのロビン・ベンチュラ監督が辞任[179]。
- 10月3日
  - コロラド・ロッキーズのウォルト・ワイス監督が辞任[180]。
  - アリゾナ・ダイヤモンドバックスはチップ・ヘイル監督とデーブ・スチュワートGMを解任[181]。
- 10月4日 - ポストシーズン開幕
  - ア・リーグワイルドカードがロジャーズ・センターで行われ、トロント・ブルージェイズがボルチモア・オリオールズを5-2で下し、地区シリーズ進出が決定[182]。
- 10月5日
  - デトロイト・タイガースはブラッド・オースマス監督の2017年における契約オプションを行使[183]。
  - ナ・リーグワイルドカードがシティ・フィールドで行われ、サンフランシスコ・ジャイアンツがニューヨーク・メッツを3-0で下し、地区シリーズ進出が決定[184]。
- 10月9日
  - ア・リーグ地区シリーズ第3戦がトロントで行われ、トロント・ブルージェイズがテキサス・レンジャーズを7-6で下し、リーグ優勝決定シリーズ進出が決定。サヨナラ失策で決まったのは史上初[185]。
  - ナ・リーグ地区シリーズ第2戦で、シカゴ・カブスのトラビス・ウッドがポストシーズンのリリーフ投手では92年ぶり[186]となる本塁打を記録[187]。
- 10月10日
  - ア・リーグ地区シリーズ第3戦がボストンで行われ、クリーブランド・インディアンスがボストン・レッドソックスを4-3で下し、リーグ優勝決定シリーズ進出が決定[188]。
- 10月11日
  - ナ・リーグ地区シリーズ第4戦がAT&Tパークで行われ、シカゴ・カブスがサンフランシスコ・ジャイアンツを6-5で下し、リーグ優勝決定シリーズ進出が決定[189]。
- 10月12日
  - サンディエゴ・パドレスはマイク・ディー（英語版）球団社長を解任[190]。
- 10月13日
  - ナ・リーグ地区シリーズ第5戦がナショナルズ・パークで行われ、ロサンゼルス・ドジャースがワシントン・ナショナルズを4-3で下し、リーグ優勝決定シリーズ進出が決定[191]。
- 10月19日
  - ア・リーグ優勝決定シリーズの第5戦がロジャース・センターで行われ、クリーブランド・インディアンスがトロント・ブルージェイズを3-0で下し、19年ぶり6度目のリーグ優勝[192]。
- 10月19日
  - ナ・リーグ優勝決定シリーズの第4戦で、ロサンゼルス・ドジャースのフリオ・ウリアスがポストシーズンでは史上最年少での先発登板を達成[193]。
- 10月22日
  - ナ・リーグ優勝決定シリーズの第6戦がリグレー・フィールドで行われ、シカゴ・カブスがロサンゼルス・ドジャースを5-0で下し、71年ぶりのリーグ優勝[194]。
- 10月29日
  - ワールドシリーズ第4戦で、クリーブランド・インディアンスのアンドリュー・ミラーがこのシーズンでのポストシーズン通算29奪三振を記録（最終的に30まで伸ばした）し、中継ぎ投手として2002年のフランシスコ・ロドリゲスの記録を更新、連続無失点記録が16.0イニングで途切れたが、中継ぎ投手として1981年のリッチ・ゴセージの記録を更新[195]。

### 11月
- 1日
  - ニューヨーク・メッツのジェウリス・ファミリアがドメスティックバイオレンスの容疑で逮捕[196]。
  - ワールドシリーズ第6戦で、シカゴ・カブスのアディソン・ラッセルがシリーズ最多タイ記録（史上4人目）となる1試合6打点を記録[197]。
- 2日
  - ワールドシリーズ第7戦がプログレッシブ・フィールド（クリーブランド）で開催され、シカゴ・カブスが8-7でクリーブランド・インディアンスに勝利し、1908年以来、108年ぶりとなるワールドシリーズ優勝を果たした[198]。
- 3日
  - ワールドシリーズ終了を受けて、選手会よりFAとなった139選手が発表された[199]。
  - ヒューストン・アストロズは、シアトル・マリナーズからウェイバー公示された青木宣親を獲得したことを発表[200]。
  - ミネソタ・ツインズのGMにサド・レバインが就任[201]。
  - セントルイス・カージナルスは、マイク・マシーニー監督と3年の延長契約を結んだことを発表[202]。
  - フィラデルフィア・フィリーズは、打撃コーチにマット・ステアーズが就任したことを発表[203]。
- 4日
  - アリゾナ・ダイヤモンドバックスの監督にトーリ・ロブロが就任[204]。
- 6日
  - コロラド・ロッキーズの監督にバド・ブラックが就任[205]。
- 10日
  - アトランタ・ブレーブスは、トロント・ブルージェイズからFAのR.A.ディッキーと1年契約750万ドルの契約を結んだことを発表[206]。
- 11日
  - トロント・ブルージェイズが、カンザスシティ・ロイヤルズからFAのケンドリス・モラレスと3年3300万ドルの契約を結んだこと[207]、ルルデス・グリエル・ジュニアと7年2200万ドルの契約を結んだことを発表[208]。
  - アトランタ・ブレーブスは、ニューヨーク・メッツからFAのバートロ・コローンと1年1250万ドルの契約を結んだことを発表[209]。
  - ロサンゼルス・ドジャースのハウィー・ケンドリックとフィラデルフィア・フィリーズのダリン・ラフとダーネル・スウィーニー（英語版）のトレードが成立[210]。
  - ミルウォーキー・ブルワーズは、クレイグ・カウンセル監督との契約を3年延長したことを発表[211]。
- 14日
  - クオリファイング・オファー受諾の回答期限を迎え、ニューヨーク・メッツのニール・ウォーカーとフィラデルフィア・フィリーズのジェレミー・ヘリクソンが1720万ドルの1年契約で延長し、その他の8選手が拒否[212]してFAとなった[213]。
- 16日
  - サイ・ヤング賞の受賞者を発表。ア・リーグはボストン・レッドソックスのリック・ポーセロ、ナ・リーグはワシントン・ナショナルズのマックス・シャーザーで、シャーザーの両リーグ受賞は史上6人目[214]。
  - ヒューストン・アストロズはフィラデルフィア・フィリーズからFAのチャーリー・モートンと2年1400万ドルの契約に合意[215]。
- 17日
  - MVPの受賞者を発表。ア・リーグはロサンゼルス・エンゼルスのマイク・トラウト、ナ・リーグはシカゴ・カブスのクリス・ブライアント[216]。
  - ヒューストン・アストロズは、トレードでブライアン・マッキャン、ロサンゼルス・ドジャースからFAのジョシュ・レディックの獲得を発表[217]。
  - アリゾナ・ダイヤモンドバックスは、ロン・ガーデンハイアーのベンチコーチ就任を発表[218]。
  - コロラド・ロッキーズは、マイク・レドモンドのヘッドコーチ就任を発表[219]。
- 18日
  - テキサス・レンジャーズは、マイアミ・マーリンズからFAのアンドリュー・キャッシュナーと1年1000万ドルの契約を結んだことを発表[220]。
- 20日
  - マイアミ・マーリンズはウェーバーでエルビス・アラウホ、トロント・ブルージェイズはドミニク・レオンを獲得[221]。
- 21日
  - セントルイス・カージナルスはトロント・ブルージェイズからFAのブレット・セシルと4年3050万ドルの契約に合意[222]。
- 28日
  - マイアミ・マーリンズは、カンザスシティ・ロイヤルズからFAのエディンソン・ボルケスと2年2200万ドルの契約で合意したことを発表[223]。
- 29日
  - シカゴ・カブスは、サンディエゴ・パドレスからFAのジョン・ジェイと1年800万ドルの契約で合意したことを発表[224]。
  - ミルウォーキー・ブルワーズは韓国プロ野球・NCダイノスからFAのエリック・テイムズと3年総額1600万ドルの契約に合意[225]。
- 30日
  - ニューヨーク・メッツからFAのヨエニス・セスペデスがメッツと4年1億1000万ドルで再契約[226]。
  - ミネソタ・ツインズはヒューストン・アストロズからFAのジェイソン・カストロと3年2450万ドルの契約に合意[227]。
  - オークランド・アスレチックスはピッツバーグ・パイレーツからFAのマット・ジョイスと2年1100万ドルの契約に合意[228]。
  - アトランタ・ブレーブスはピッツバーグ・パイレーツからFAのショーン・ロドリゲスと2年1150万ドルの契約に合意[229]。

### 12月
- 1日
  - セントルイス・カージナルスのハイメ・ガルシアとアトランタ・ブレーブスのジョン・ガント、クリス・エリス（英語版）、ルーク・ダイクストラのトレードが成立[230]。
- 2日
  - ピッツバーグ・パイレーツの姜正浩が母国の韓国で飲酒運転の容疑で逮捕[231]。
  - サンディエゴ・パドレスのデレク・ノリスとワシントン・ナショナルズのペドロ・アビラのトレードが成立[232]。
- 3日
  - ヒューストン・アストロズは、テキサス・レンジャーズからFAのカルロス・ベルトランと1年1600万ドルの契約を結んだことを発表[233]。
  - シアトル・マリナーズはワシントン・ナショナルズからFAのマーク・ゼプチンスキーと2年1100万ドルで契約[234]。
- 4日
  - ニューヨーク・ヤンキースは、セントルイス・カージナルスからFAのマット・ホリデイと1年1300万ドルの契約で合意したことを発表[235]。
- 5日
  - サンフランシスコ・ジャイアンツはワシントン・ナショナルズからFAのマーク・マランソンと4年6200万ドルの契約に合意[236]。
  - ロサンゼルス・ドジャースからFAのリッチ・ヒルがドジャースと3年4800万ドルで再契約[237]。
  - トロント・ブルージェイズはボルチモア・オリオールズからFAのスティーブ・ピアースと2年1250万ドルの契約に合意[238]。
- 6日
  - シカゴ・ホワイトソックスのクリス・セールとボストン・レッドソックスのヨアン・モンカダ、ビクター・ディアス、マイケル・コペック、ルイス・アレクサンダー・バサベ（英語版）のトレードが成立[239]。
  - ミルウォーキー・ブルワーズのタイラー・ソーンバーグとボストン・レッドソックスのトラビス・ショウ、Josh Pennington、マウリシオ・デュボーンのトレードが成立[240]。
- 7日
  - シカゴ・ホワイトソックスのアダム・イートンとワシントン・ナショナルズのルーカス・ジオリト、レイナルド・ロペス、デーン・ダニングのトレードが成立[241]。
  - カンザスシティ・ロイヤルズのウェイド・デービスとシカゴ・カブスのホルヘ・ソレアのトレードが成立[242]。
  - ニューヨーク・ヤンキースはシカゴ・カブスからFAのアロルディス・チャップマンと救援投手史上最高額となる5年8600万ドルの契約に合意[243]。
  - コロラド・ロッキーズはテキサス・レンジャーズからFAのイアン・デズモンドと5年7000万ドルの契約に合意[244]。
- 8日
  - シカゴ・カブスはボストン・レッドソックスからFAの上原浩治と1年600万ドルの契約で合意したことを発表[245]。
- 9日
  - セントルイス・カージナルスは、シカゴ・カブスからFAのデクスター・ファウラーと5年8250万ドルの契約で合意したことを発表[246]。
- 12日
  - ロサンゼルス・ドジャースからFAのケンリー・ジャンセンとジャスティン・ターナーがそれぞれドジャースと5年8000万ドル、4年6400万ドルで再契約[247]。
  - タンパベイ・レイズはワシントン・ナショナルズからFAのウィルソン・ラモスと2年1250万ドルの契約に合意[248]。
- 15日
  - マイアミ・マーリンズはボストン・レッドソックスからFAの田澤純一と2年1200万ドルの契約に合意[249]。
  - フィラデルフィア・フィリーズはオデュベル・ヘレーラと2021年まで5年総額3050万ドルで契約延長[250]。
  - コロラド・ロッキーズはマイアミ・マーリンズからFAのマイク・ダンと3年1900万ドルの契約に合意[251]。
  - ボルチモア・オリオールズはBCリーグ・福島ホープスを退団した大家友和とマイナー契約で合意[252]。
- 16日
  - マイアミ・マーリンズは、ボストン・レッドソックスからFAのブラッド・ジーグラーと2年1600万ドルの契約に合意[253]。
  - スペイン語版の公式インスタグラムがメキシコ、ベネズエラ、ドミニカ共和国、プエルトリコ、キューバ向けのアカウントを開設した[254]。
- 19日
  - ピッツバーグ・パイレーツはアリゾナ・ダイヤモンドバックスからFAのダニエル・ハドソンと2年1100万ドルの契約に合意[255]。
- 20日
  - フィラデルフィア・フィリーズは、ボストン・レッドソックスのクレイ・バックホルツをトレードで獲得[256]。
- 22日
  - クリーブランド・インディアンスは、トロント・ブルージェイズからFAのエドウィン・エンカーナシオンと3年6000万ドルの契約に合意[257]。
  - テキサス・レンジャーズは、フィラデルフィア・フィリーズからウェイバーのデビッド・ロリンズと契約[258]。
  - ピッツバーグ・パイレーツからFAのイバン・ノバがパイレーツと3年2600万ドルで再契約[259]。
- 23日
  - アトランタ・ブレーブスはエンダー・インシアーテと2017年から5年総額3052万5000ドルで契約延長[260]。

## 達成された記録

### 打者の記録
- 4月09日 - オークランド・アスレチックスのココ・クリスプがシアトル・マリナーズ戦で史上164人目となる通算300盗塁を達成。
- 4月19日 - ワシントン・ナショナルズのジェイソン・ワースがマイアミ・マーリンズ戦で通算200本塁打、史上327人目[261][262]。
- 4月21日 - デトロイト・タイガースのビクター・マルティネスがカンザスシティ・ロイヤルズ戦で通算1000打点、史上280人目（ベネズエラ出身選手として5人目[263]）[264]。
- 4月26日 - シアトル・マリナーズのロビンソン・カノがヒューストン・アストロズ戦で通算1000打点、史上281人目（ドミニカ共和国出身選手として12人目）[265]。
- 4月27日 -  アトランタ・ブレーブスのA.J.ピアジンスキーがボストン・レッドソックス戦で通算2000安打、史上280人目（捕手としては10人目）[266]。
- 4月29日 - マイアミ・マーリンズのイチローが、史上38人目の通算500盗塁、史上38人目[267]。
- 4月29日 - テキサス・レンジャーズのプリンス・フィルダーが通算1000打点。親子での達成は史上2組目[268][269]。
- 5月02日 - ロサンゼルス・エンゼルスのアルバート・プホルスがミルウォーキー・ブルワーズ戦で通算5000塁打、史上20人目。
- 5月02日 - アトランタ・ブレーブスのA.J.ピアジンスキーがニューヨーク・メッツとのダブルヘッダー第2戦で通算3000塁打、史上274人目。
- 5月07日 - シアトル・マリナーズのロビンソン・カノがヒューストン・アストロズ戦で通算250本塁打、史上215人目[270]。
- 5月07日 - ニューヨーク・メッツのバートロ・コロンがサンディエゴ・パドレス戦で史上最年長となる42歳349日でキャリア初本塁打を記録[271][272]。
- 5月08日 - ボストン・レッドソックスのデビッド・オルティーズがニューヨーク・ヤンキース戦で通算4500塁打、史上48人目。
- 5月13日 - ボルチモア・オリオールズのアダム・ジョーンズがデトロイト・タイガース戦で通算200本塁打、史上328人目[273][274]。
- 5月13日 - トロント・ブルージェイズのトロイ・トゥロウィツキーがテキサス・レンジャーズ戦で通算200本塁打、史上329人目[275][276]。
- 5月14日 - サンフランシスコ・ジャイアンツのハンター・ペンスがアリゾナ・ダイヤモンドバックス戦で史上330人目となる通算200本塁打を達成[277][278]。
- 5月14日 - ボストン・レッドソックスのデビッド・オルティーズがヒューストン・アストロズ戦で史上15人目となる通算600二塁打を達成[279]。
- 5月15日 -  ニューヨーク・ヤンキースのカルロス・ベルトランがシカゴ・ホワイトソックス戦で通算400本塁打、史上54人目（両打ちでは4人目[280]）[281]。
- 5月20日 - シアトル・マリナーズのネルソン・クルーズがシンシナティ・レッズ戦で通算250本塁打、史上216人目[282]。
- 5月21日 - デトロイト・タイガースのミゲル・カブレラがフィラデルフィア・フィリーズ戦で史上62人目（ベネズエラ出身選手としては初）となる通算500二塁打を達成[283]。
- 5月28日 - ニューヨーク・ヤンキースのカルロス・ベルトランがタンパベイ・レイズ戦で通算2500安打、史上54人目（両打ちとして9人目、プエルトリコ出身選手として4人目[284]）[285]。
- 5月28日 - テキサス・レンジャーズのエイドリアン・ベルトレがピッツバーグ・パイレーツ戦で通算1500打点、史上54人目（ドミニカ共和国出身選手として5人目[286]）[287]。
- 5月30日 - シンシナティ・レッズのジョーイ・ボットがコロラド・ロッキーズ戦で通算200本塁打、史上331人目[288]。
- 6月02日 - マイアミ・マーリンズのイチローが日米通算700盗塁[289]。
- 6月05日 -  シアトル・マリナーズのロビンソン・カノがテキサス・レンジャーズ戦で通算1000得点を達成、史上327人目。
- 6月07日 - ニューヨーク・ヤンキースのカルロス・ベルトランがロサンゼルス・エンゼルス戦で通算1000長打、史上38人目[290]。
- 6月15日 - マイアミ・マーリンズのイチローがサンディエゴ・パドレス戦で日米通算4257安打（日本1278本、米国2979本）とし、ピート・ローズのメジャーリーグ通算最多安打数・4256安打を更新[291]。
- 6月15日 - アトランタ・ブレーブスのフレディ・フリーマンがシンシナティ・レッズ戦でサイクル安打、史上310度目[292]。
- 6月18日 - デトロイト・タイガースのイアン・キンズラーがカンザスシティ・ロイヤルズ戦で史上328人目となる通算1000得点、史上18人目。
- 6月22日 - ロサンゼルス・ドジャースのチェイス・アトリーがワシントン・ナショナルズ戦で通算1000得点、史上329人目。
- 7月02日 - クリーブランド・インディアンスのラージャイ・デービスが史上311度目となるサイクルヒット、史上311度目[293]。
- 7月03日 - ニューヨーク・ヤンキースのマーク・テシェイラがサンディエゴ・パドレス戦で通算400本塁打、史上55人目（スイッチヒッターとして5人目[294][295][296]。
- 7月03日 - デトロイト・タイガースのイアン・キンズラーがタンパベイ・レイズ戦で通算200本塁打、史上332人目[297][298]。
- 7月06日 - マイアミ・マーリンズのジャンカルロ・スタントンがニューヨーク・メッツ戦で通算200本塁打、史上333人目[299][300]。
- 7月15日 - ニューヨーク・ヤンキースのカルロス・ベルトランがボストン・レッドソックス戦で通算1500打点、史上55人目（スイッチヒッターとして4人目[301]）[302]。
- 7月18日 - デトロイト・タイガースのジャスティン・アップトンがミネソタ・ツインズ戦で通算200本塁打、史上334人目[303][304]。
- 7月22日 - デトロイト・タイガースのミゲル・カブレラがシカゴ・ホワイトソックス戦で史上56人目となる通算1500打点を達成[305]。
- 8月02日 - トロント・ブルージェイズのホセ・バティスタがヒューストン・アストロズ戦で通算300本塁打、史上139人目[306][307]。
- 8月03日 - ニューヨーク・メッツのカーティス・グランダーソンがニューヨーク・ヤンキース戦で通算1000得点、史上330人目。
- 8月03日 - テキサス・レンジャーズのカルロス・ベルトランがボルチモア・オリオールズ戦で通算1500得点、史上72人目。

- 8月07日 - マイアミ・マーリンズのイチローが通算3000本安打、史上30人目[308]。
- 8月07日 - クリーブランド・インディアンスのラージャイ・デービスがニューヨーク・ヤンキース戦で通算350盗塁、史上111人目。
- 8月07日 - ロサンゼルス・ドジャースのエイドリアン・ゴンザレスがボストン・レッドソックス戦で通算300本塁打、史上140人目[309][310]。

- 8月08日 - サンフランシスコ・ジャイアンツのブランドン・クロフォードがマイアミ・マーリンズ戦で1試合7安打、史上6人目[311]。
- 8月10日 - テキサス・レンジャーズのカルロス・ベルトランがコロラド・ロッキーズ戦で通算4500塁打、史上49人目。
- 8月10日 - セントルイス・カージナルスのジョエル・ペラルタがシンシナティ・レッズ戦で通算200本塁打、史上335人目[312][313]。
- 8月12日 - トロント・ブルージェイズのエドウィン・エンカーナシオンがヒューストン・アストロズ戦で通算300本塁打、史上141人目[314][315]。
- 8月20日 - シアトル・マリナーズのロビンソン・カノがミルウォーキー・ブルワーズ戦で通算3500塁打、史上167人目。
- 8月27日 - コロラド・ロッキーズのカルロス・ゴンザレスがワシントン・ナショナルズ戦で通算200本塁打、史上336人m[316][317]。
- 9月03日 - シアトル・マリナーズのロビンソン・カノがロサンゼルス・エンゼルス戦で12年連続30二塁打、史上4人目[318][319]。
- 9月11日 - コロラド・ロッキーズのマーク・レイノルズがサンディエゴ・パドレス戦で通算250本塁打、史上217人目[320][321]。
- 9月12日 - ミネソタ・ツインズのブライアン・ドージャーがシーズン40本塁打。ア・リーグの二塁手による40本塁打は史上初[322]。
- 9月16日 - ロサンゼルス・エンゼルスのアルバート・プホルスがトロント・ブルージェイズ戦で史上16人目となる通算600二塁打、史上16人目[323]。
- 9月17日 - ロサンゼルス・ドジャースのチェイス・アトリーがアリゾナ・ダイヤモンドバックス戦で通算3000塁打、史上275人目。
- 9月18日 - デトロイト・タイガースのミゲル・カブレラが通算2500安打、史上100人目[324]。
- 9月20日 - ヒューストン・アストロズのホセ・アルトゥーベがオークランド・アスレチックス戦で史上25人目となる3年連続シーズン200安打、史上25人目[325]。
- 9月23日 - デトロイト・タイガースのビクター・マルティネスがカンザスシティ・ロイヤルズ戦で通算3000塁打、史上276人目。
- 9月28日 - ピッツバーグ・パイレーツのジョン・ジェイソがシカゴ・カブス戦でサイクル安打、史上312度目（PNCパークでは初）[326]。
- 9月28日 - ロサンゼルス・ドジャースのチェイス・アトリーがサンディエゴ・パドレス戦で通算250本塁打、史上218人目[327]。
- 10月1日 - トロント・ブルージェイズのメルビン・アップトン・ジュニアがボストン・レッドソックス戦で通算300盗塁、史上165人目。
- 10月2日 - マイアミ・マーリンズのイチローがワシントン・ナショナルズ戦で通算2500試合出場、史上56人目[328]。
- 10月2日 - シカゴ・ホワイトソックスのホセ・アブレイユがミネソタ・ツインズ戦でデビューから3年連続100打点、史上7人目[329]。
- 10月2日 - ロサンゼルス・ドジャースのチェイス・アトリーがとなる規定打席以上での併殺打なし、史上6人目[330]。

### 投手の記録
- 4月04日 - ワシントン・ナショナルズのジョナサン・パペルボンがアトランタ・ブレーブス戦で通算350セーブ、史上11人目。
- 4月14日 - ミネソタ・ツインズのアービン・サンタナがシカゴ・ホワイトソックス戦で史上435人目となる通算2000投球回、史上435人目。
- 4月16日 - ロサンゼルス・エンゼルスのジェレッド・ウィーバーがミネソタ・ツインズ戦で通算1500奪三振、史上202人目（エンゼルスの選手としては3人目）[331][332]。
- 4月18日 -  シカゴ・カブスのジョン・ラッキーがセントルイス・カージナルス戦で史上247人目の通算2500投球回と、史上16人目の全30球団からの勝利[333]。

- 4月21日 - シカゴ・カブスのジェイク・アリエータがシンシナティ・レッズ戦で自身2度目のノーヒットノーラン[334]。
- 4月22日 -  ニューヨーク・ヤンキースのCC・サバシアがタンパベイ・レイズ戦で史上134人目となる通算3000投球回、史上134人目。
- 4月26日 -  サンフランシスコ・ジャイアンツのジョニー・クエトがサンディエゴ・パドレス戦で通算100勝、史上603人目（ドミニカ共和国出身選手として12人目）[335]。
- 4月26日 - ニューヨーク・メッツのバートロ・コロンがシンシナティ・レッズ戦で通算3000投球回、史上135人目[336]。
- 5月01日 - アリゾナ・ダイヤモンドバックスのタイラー・クリッパードがコロラド・ロッキーズ戦で通算500試合登板、史上384人目[337]。
- 5月02日 - シアトル・マリナーズのジョエル・ペラルタがオークランド・アスレチックス戦で通算600試合登板、史上211人目[338]。
- 5月03日 - ロサンゼルス・ドジャースのスコット・カズミアーがタンパベイ・レイズ戦で史上203人目の通算1500奪三振、史上604人目の通算100勝[339]。
- 5月06日 - シカゴ・カブスのジョン・ラッキーがセントルイス・カージナルス戦で通算2000奪三振、史上75人目[340]。
- 5月06日 - アトランタ・ブレーブスのジム・ジョンソンが史上385人目となる通算500試合登板、史上385人目[341]。
- 5月07日 - ロサンゼルス・エンゼルスのジョー・スミスがタンパベイ・レイズ戦で通算600試合登板、史上212人目[342]。
- 5月11日 - ワシントン・ナショナルズのマックス・シャーザーがデトロイト・タイガース戦で史上4人目の1試合20奪三振を達成[343]し、史上17人目の全30球団からの勝利[344]。
- 5月18日 - デトロイト・タイガースのジャスティン・バーランダーがミネソタ・ツインズ戦で通算2000奪三振、史上76人目（タイガースの選手としては2人目[345]）[346]。
- 5月21日 - アトランタ・ブレーブスのジェイソン・グリーリがフィラデルフィア・フィリーズ戦で史上386人目となる通算500試合登板を達成[347]。
- 5月22日 - ボルチモア・オリオールズ のウバルド・ヒメネスがロサンゼルス・エンゼルス戦で通算1500奪三振、史上204人目。
- 5月23日 - ロサンゼルス・ドジャースのクレイトン・カーショウがシンシナティ・レッズ戦で通算15完封勝利[348]。
- 5月24日 - デトロイト・タイガースのフランシスコ・ロドリゲスがフィラデルフィア・フィリーズ戦で通算400セーブ、史上6人目（アメリカ以外の出身選手としては史上初）[349]。
- 5月28日 -  コロラド・ロッキーズのチャド・クオルズがサンフランシスコ・ジャイアンツ戦で史上99人目となる通算800試合登板を達成[350]。
- 6月01日 - デトロイト・タイガースのフランシスコ・ロドリゲスが全30球団からのセーブ、史上14人目。
- 6月09日 - サンフランシスコ・ジャイアンツのハビアー・ロペスがボストン・レッドソックス戦で通算800試合登板、史上49人目[351]。
- 6月09日 - アリゾナ・ダイヤモンドバックスのザック・グレインキーがタンパベイ・レイズ戦で史上253人目となる通算150勝を達成[352]。
- 6月09日 - ロサンゼルス・エンゼルスのヒューストン・ストリートがニューヨーク・ヤンキース戦で史上150人目となる通算650試合登板を達成[353]。
- 6月12日 - テキサス・レンジャーズのコール・ハメルズがシアトル・マリナーズ戦で通算2000奪三振、史上77人目[354]。
- 6月12日 - サンフランシスコ・ジャイアンツのジェイク・ピービーがロサンゼルス・ドジャース戦で通算150勝、史上254人目[355]。
- 6月14日 - シカゴ・カブスのジョン・ラッキーがワシントン・ナショナルズ戦で通算400試合先発登板、史上131人目。
- 6月19日 - サンディエゴ・パドレスのフェルナンド・ロドニーがワシントン・ナショナルズ戦で通算250セーブ、史上34人目。
- 6月28日 - シカゴ・カブスのジョン・レスターがシンシナティ・レッズ戦で通算300試合先発登板、史上333人目。
- 7月05日 - ボストン・レッドソックスのデビッド・プライスがテキサス・レンジャーズ戦で史上205人目となる通算1500奪三振、史上205人目。
- 7月06日 - ロサンゼルス・ドジャースのJ.P.ハウエルがボルチモア・オリオールズ戦で通算500試合登板、史上387人目[356]。
- 7月08日 - コロラド・ロッキーズのブーン・ローガンがフィラデルフィア・フィリーズ戦で通算550試合登板、史上291人目[357]。
- 7月16日 - セントルイス・カージナルスのアダム・ウェインライトがマイアミ・マーリンズ戦で通算10完封勝利[358]。
- 7月18日 - マイアミ・マーリンズのホセ・フェルナンデスがフィラデルフィア・フィリーズ戦で先発投手として史上最速となる400投球回で500奪三振[359]。
- 7月18日 - オークランド・アスレチックスのライアン・マドソンがヒューストン・アストロズ戦で通算600試合登板、史上213人目[360]。
- 7月21日 - セントルイス・カージナルスのジョナサン・ブロクストンがサンディエゴ・パドレス戦で通算650試合登板、史上151人目[361]。
- 7月23日 - シカゴ・ホワイトソックスのデビッド・ロバートソンがデトロイト・タイガース戦で通算500試合登板、史上388人目[362]。
- 7月30日 - コロラド・ロッキーズのホルヘ・デラロサがセントルイス・カージナルス戦で史上605人目となる通算100勝、史上605人目[363]。
- 7月31日 - サンフランシスコ・ジャイアンツのマット・ケインがワシントン・ナショナルズ戦で通算100勝、史上606人目[364]。
- 7月31日 - ピッツバーグ・パイレーツのフランシスコ・リリアーノがミルウォーキー・ブルワーズ戦で通算1500奪三振、史上206人目。
- 8月03日 - デトロイト・タイガースのフランシスコ・ロドリゲスがシカゴ・ホワイトソックス戦で史上25人目となる通算900試合登板、史上25人目[365]。
- 8月09日 - ボストン・レッドソックスのリック・ポーセロがニューヨーク・ヤンキース戦で史上607人目となる通算100勝を達成[366]。
- 8月10日 - サンフランシスコ・ジャイアンツのサンティアゴ・カシーヤがマイアミ・マーリンズ戦で史上292人目となる通算550試合登板を達成[367]。
- 8月15日 - ニューヨーク・メッツのバートロ・コローンがアリゾナ・ダイヤモンドバックス戦で通算500試合登板、史上389人目[368]。
- 8月15日 - シアトル・マリナーズのフェリックス・ヘルナンデスがロサンゼルス・エンゼルス戦で史上206人目の通算350試合先発登板、史上255人目の通算150勝[369]。
- 8月15日 - マイアミ・マーリンズのフェルナンド・ロドニーがシンシナティ・レッズ戦で通算750試合登板、史上69人目[370]。
- 8月24日 - アリゾナ・ダイヤモンドバックスのザック・グレインキーがアトランタ・ブレーブス戦で通算2000奪三振、史上78人目[371]。
- 8月25日 - カンザスシティ・ロイヤルズのホアキム・ソリアがマイアミ・マーリンズ戦で通算500試合登板、史上390人目[372]。
- 8月26日 - ニューヨーク・ヤンキースのマーク・テシェイラがボルチモア・オリオールズ戦で通算3500塁打、史上168人目。
- 8月26日 - トロント・ブルージェイズのホアキン・ベノワがミネソタ・ツインズ戦で通算700試合登板、史上105人目[373]。
- 8月26日 - ワシントン・ナショナルズのジオ・ゴンザレスがコロラド・ロッキーズ戦で通算100勝、史上608人目[374]。
- 8月30日 - サンフランシスコ・ジャイアンツのセルジオ・ロモがアリゾナ・ダイヤモンドバックス戦で通算500試合登板、史上391人目[375]。
- 9月05日 - ロサンゼルス・エンゼルスのジェレッド・ウィーバーがオークランド・アスレチックス戦でとなる通算2000投球回、史上436人目（エンゼルスの選手としては3人目[376]）[377]。
- 9月10日 - ヒューストン・アストロズのルーク・グレガーソンがシカゴ・カブス戦で史上293人目となる通算550試合登板を達成[378]。
- 9月11日 - ボストン・レッドソックスのクレイグ・キンブレルがトロント・ブルージェイズで、史上35人目となる通算250セーブを史上最速となる通算403試合目で達成[379][380]。
- 9月14日 - ニューヨーク・ヤンキースのタイラー・クリッパードがロサンゼルス・ドジャース戦で通算550試合登板、史上294人目[381]。
- 9月16日 - ボストン・レッドソックスの田澤純一がニューヨーク・ヤンキース戦で通算300試合登板、日本人史上5人目[382]。
- 9月20日 - シカゴ・ホワイトソックスのジェームズ・シールズがフィラデルフィア・フィリーズ戦で通算350試合先発登板、史上207人目。
- 9月21日 - ロサンゼルス・エンゼルスのジェレッド・ウィーバーがテキサス・レンジャーズ戦で通算150勝、史上256人目[383]。
- 9月22日 - デトロイト・タイガースのジャスティン・バーランダーがカンザスシティ・ロイヤルズとのダブルヘッダー第2戦で通算350試合先発登板、史上208人目。
- 9月23日 - ワシントン・ナショナルズのオリバー・ペレスがピッツバーグ・パイレーツ戦で通算500試合登板、史上392人目[384]。
- 9月24日 - ボストン・レッドソックスのブラッド・ジーグラーがタンパベイ・レイズ戦で通算600試合登板、史上214人目[385]。
- 9月30日 - サンフランシスコ・ジャイアンツのマディソン・バムガーナーがロサンゼルス・ドジャース戦で通算100勝、史上609人目[386]。
- 10月1日 - アトランタ・ブレーブスのジム・ジョンソンがデトロイト・タイガース戦で通算500試合登板、史上393人目。
- 10月1日 - シカゴ・カブスのジョン・レスターがシンシナティ・レッズ戦で通算2000投球回、史上437人目。
- 10月1日 - ニューヨーク・メッツのバートロ・コロンがフィラデルフィア・フィリーズ戦で通算500試合先発登板、史上47人目。

## 試合結果

### レギュラーシーズン
| アメリカンリーグ | アメリカンリーグ                  | アメリカンリーグ | アメリカンリーグ | アメリカンリーグ | アメリカンリーグ |        |        |        |        |        |        |        |        |        |
| 順               | チーム                            | 勝利             | 敗戦             | 勝率             | G差              |        |        |        |        |        |        |        |        |        |
| 東地区           | 東地区                            | 東地区           | 東地区           | 東地区           | 東地区           | 東地区 | 東地区 | 東地区 | 東地区 | 東地区 | 東地区 | 東地区 | 東地区 | 東地区 |
| ---------------- | --------------------------------- | ---------------- | ---------------- | ---------------- | ---------------- | ------ | ------ | ------ | ------ | ------ | ------ | ------ | ------ | ------ |
| 1                | (3)ボストン・レッドソックス       | 93               | 69               | .574             | -                |        |        |        |        |        |        |        |        |        |
| 2                | (4)トロント・ブルージェイズ       | 89               | 73               | .549             | 4.0              |        |        |        |        |        |        |        |        |        |
| 3                | (5)ボルチモア・オリオールズ       | 89               | 73               | .549             | 4.0              |        |        |        |        |        |        |        |        |        |
| 4                | ニューヨーク・ヤンキース          | 84               | 78               | .519             | 9.0              |        |        |        |        |        |        |        |        |        |
| 5                | タンパベイ・レイズ                | 68               | 94               | .420             | 25.0             |        |        |        |        |        |        |        |        |        |
| 中地区           |                                   |                  |                  |                  |                  |        |        |        |        |        |        |        |        |        |
| 1                | (2)クリーブランド・インディアンス | 94               | 67               | .584             | -                |        |        |        |        |        |        |        |        |        |
| 2                | デトロイト・タイガース            | 86               | 75               | .534             | 8.0              |        |        |        |        |        |        |        |        |        |
| 3                | カンザスシティ・ロイヤルズ        | 81               | 81               | .500             | 13.5             |        |        |        |        |        |        |        |        |        |
| 4                | シカゴ・ホワイトソックス          | 78               | 84               | .481             | 16.5             |        |        |        |        |        |        |        |        |        |
| 5                | ミネソタ・ツインズ                | 59               | 103              | .364             | 35.5             |        |        |        |        |        |        |        |        |        |
| 西地区           |                                   |                  |                  |                  |                  |        |        |        |        |        |        |        |        |        |
| 1                | (1)テキサス・レンジャーズ         | 95               | 67               | .586             | -                |        |        |        |        |        |        |        |        |        |
| 2                | シアトル・マリナーズ              | 86               | 76               | .531             | 9.0              |        |        |        |        |        |        |        |        |        |
| 3                | ヒューストン・アストロズ          | 84               | 78               | .519             | 11.0             |        |        |        |        |        |        |        |        |        |
| 4                | ロサンゼルス・エンゼルス          | 74               | 88               | .457             | 21.0             |        |        |        |        |        |        |        |        |        |
| 5                | オークランド・アスレチックス      | 69               | 93               | .426             | 26.0             |        |        |        |        |        |        |        |        |        |

| ナショナルリーグ | ナショナルリーグ                  | ナショナルリーグ | ナショナルリーグ | ナショナルリーグ | ナショナルリーグ |        |        |        |        |        |        |        |        |        |
| 順               | チーム                            | 勝利             | 敗戦             | 勝率             | G差              |        |        |        |        |        |        |        |        |        |
| 東地区           | 東地区                            | 東地区           | 東地区           | 東地区           | 東地区           | 東地区 | 東地区 | 東地区 | 東地区 | 東地区 | 東地区 | 東地区 | 東地区 | 東地区 |
| ---------------- | --------------------------------- | ---------------- | ---------------- | ---------------- | ---------------- | ------ | ------ | ------ | ------ | ------ | ------ | ------ | ------ | ------ |
| 1                | (2)ワシントン・ナショナルズ       | 95               | 67               | .586             | -                |        |        |        |        |        |        |        |        |        |
| 2                | (4)ニューヨーク・メッツ           | 87               | 75               | .537             | 8.0              |        |        |        |        |        |        |        |        |        |
| 3                | マイアミ・マーリンズ              | 79               | 82               | .491             | 15.5             |        |        |        |        |        |        |        |        |        |
| 4                | フィラデルフィア・フィリーズ      | 71               | 91               | .438             | 24.0             |        |        |        |        |        |        |        |        |        |
| 5                | アトランタ・ブレーブス            | 68               | 93               | .422             | 26.5             |        |        |        |        |        |        |        |        |        |
| 中地区           |                                   |                  |                  |                  |                  |        |        |        |        |        |        |        |        |        |
| 1                | (1)シカゴ・カブス                 | 103              | 58               | .640             | -                |        |        |        |        |        |        |        |        |        |
| 2                | セントルイス・カージナルス        | 86               | 76               | .531             | 17.5             |        |        |        |        |        |        |        |        |        |
| 3                | ピッツバーグ・パイレーツ          | 78               | 83               | .484             | 25.0             |        |        |        |        |        |        |        |        |        |
| 4                | ミルウォーキー・ブルワーズ        | 73               | 89               | .451             | 30.5             |        |        |        |        |        |        |        |        |        |
| 5                | シンシナティ・レッズ              | 68               | 94               | .420             | 35.5             |        |        |        |        |        |        |        |        |        |
| 西地区           |                                   |                  |                  |                  |                  |        |        |        |        |        |        |        |        |        |
| 1                | (3)ロサンゼルス・ドジャース       | 91               | 71               | .562             | -                |        |        |        |        |        |        |        |        |        |
| 2                | (5)サンフランシスコ・ジャイアンツ | 87               | 75               | .537             | 4.0              |        |        |        |        |        |        |        |        |        |
| 3                | コロラド・ロッキーズ              | 75               | 87               | .463             | 16.0             |        |        |        |        |        |        |        |        |        |
| 4                | アリゾナ・ダイヤモンドバックス    | 69               | 93               | .426             | 22.0             |        |        |        |        |        |        |        |        |        |
| 5                | サンディエゴ・パドレス            | 68               | 94               | .420             | 23.0             |        |        |        |        |        |        |        |        |        |

| アメリカンリーグ       | アメリカンリーグ               | アメリカンリーグ | アメリカンリーグ | アメリカンリーグ | アメリカンリーグ | アメリカンリーグ | アメリカンリーグ | アメリカンリーグ | アメリカンリーグ | アメリカンリーグ | アメリカンリーグ | アメリカンリーグ | アメリカンリーグ | アメリカンリーグ |
| 順                     | チーム                         | 地区             | 勝               | 敗               | 率               | 差               |                  |                  |                  |                  |                  |                  |                  |                  |
| 地区優勝               | 地区優勝                       | 地区優勝         | 地区優勝         | 地区優勝         | 地区優勝         | 地区優勝         | 地区優勝         | 地区優勝         | 地区優勝         | 地区優勝         | 地区優勝         | 地区優勝         | 地区優勝         | 地区優勝         |
| ---------------------- | ------------------------------ | ---------------- | ---------------- | ---------------- | ---------------- | ---------------- | ---------------- | ---------------- | ---------------- | ---------------- | ---------------- | ---------------- | ---------------- | ---------------- |
| 1                      | テキサス・レンジャーズ         | 西               | 95               | 67               | .586             |                  |                  |                  |                  |                  |                  |                  |                  |                  |
| 2                      | クリーブランド・インディアンス | 中               | 94               | 67               | .584             |                  |                  |                  |                  |                  |                  |                  |                  |                  |
| 3                      | ボストン・レッドソックス       | 東               | 93               | 69               | .574             |                  |                  |                  |                  |                  |                  |                  |                  |                  |
| ワイルドカード         |                                |                  |                  |                  |                  |                  |                  |                  |                  |                  |                  |                  |                  |                  |
| 4                      | トロント・ブルージェイズ       | 東               | 89               | 73               | .549             | 0                |                  |                  |                  |                  |                  |                  |                  |                  |
| 5                      | ボルチモア・オリオールズ       | 東               | 89               | 73               | .549             | -                |                  |                  |                  |                  |                  |                  |                  |                  |
| レギュラーシーズン敗退 |                                |                  |                  |                  |                  |                  |                  |                  |                  |                  |                  |                  |                  |                  |
| 6                      | デトロイト・タイガース         | 中               | 86               | 75               | .534             | 2.5              |                  |                  |                  |                  |                  |                  |                  |                  |
| 7                      | シアトル・マリナーズ           | 西               | 86               | 76               | .531             | 3.0              |                  |                  |                  |                  |                  |                  |                  |                  |
| 8                      | ニューヨーク・ヤンキース       | 東               | 84               | 78               | .519             | 5.0              |                  |                  |                  |                  |                  |                  |                  |                  |
| 9                      | ヒューストン・アストロズ       | 西               | 84               | 78               | .519             | 5.0              |                  |                  |                  |                  |                  |                  |                  |                  |
| 10                     | カンザスシティ・ロイヤルズ     | 中               | 81               | 81               | .500             | 8.0              |                  |                  |                  |                  |                  |                  |                  |                  |
| 11                     | シカゴ・ホワイトソックス       | 中               | 78               | 84               | .481             | 11.0             |                  |                  |                  |                  |                  |                  |                  |                  |
| 12                     | ロサンゼルス・エンゼルス       | 西               | 74               | 88               | .457             | 15.0             |                  |                  |                  |                  |                  |                  |                  |                  |
| 13                     | オークランド・アスレチックス   | 西               | 69               | 93               | .426             | 20.0             |                  |                  |                  |                  |                  |                  |                  |                  |
| 14                     | タンパベイ・レイズ             | 東               | 68               | 94               | .420             | 21.0             |                  |                  |                  |                  |                  |                  |                  |                  |
| 15                     | ミネソタ・ツインズ             | 中               | 59               | 103              | .364             | 30.0             |                  |                  |                  |                  |                  |                  |                  |                  |
| タイブレーク           |                                |                  |                  |                  |                  |                  |                  |                  |                  |                  |                  |                  |                  |                  |
|                        |                                |                  |                  |                  |                  |                  |                  |                  |                  |                  |                  |                  |                  |                  |

| ナショナルリーグ       | ナショナルリーグ               | ナショナルリーグ | ナショナルリーグ | ナショナルリーグ | ナショナルリーグ | ナショナルリーグ | ナショナルリーグ | ナショナルリーグ | ナショナルリーグ | ナショナルリーグ | ナショナルリーグ | ナショナルリーグ | ナショナルリーグ | ナショナルリーグ |
| 順                     | チーム                         | 地区             | 勝               | 敗               | 率               | 差               |                  |                  |                  |                  |                  |                  |                  |                  |
| 地区優勝               | 地区優勝                       | 地区優勝         | 地区優勝         | 地区優勝         | 地区優勝         | 地区優勝         | 地区優勝         | 地区優勝         | 地区優勝         | 地区優勝         | 地区優勝         | 地区優勝         | 地区優勝         | 地区優勝         |
| ---------------------- | ------------------------------ | ---------------- | ---------------- | ---------------- | ---------------- | ---------------- | ---------------- | ---------------- | ---------------- | ---------------- | ---------------- | ---------------- | ---------------- | ---------------- |
| 1                      | シカゴ・カブス                 | 中               | 103              | 58               | .640             |                  |                  |                  |                  |                  |                  |                  |                  |                  |
| 2                      | ワシントン・ナショナルズ       | 東               | 95               | 67               | .586             |                  |                  |                  |                  |                  |                  |                  |                  |                  |
| 3                      | ロサンゼルス・ドジャース       | 西               | 91               | 71               | .562             |                  |                  |                  |                  |                  |                  |                  |                  |                  |
| ワイルドカード         |                                |                  |                  |                  |                  |                  |                  |                  |                  |                  |                  |                  |                  |                  |
| 4                      | ニューヨーク・メッツ           | 東               | 87               | 75               | .537             | 0.0              |                  |                  |                  |                  |                  |                  |                  |                  |
| 5                      | サンフランシスコ・ジャイアンツ | 西               | 87               | 75               | .537             | -                |                  |                  |                  |                  |                  |                  |                  |                  |
| レギュラーシーズン敗退 |                                |                  |                  |                  |                  |                  |                  |                  |                  |                  |                  |                  |                  |                  |
| 6                      | セントルイス・カージナルス     | 中               | 86               | 76               | .531             | 1.0              |                  |                  |                  |                  |                  |                  |                  |                  |
| 7                      | マイアミ・マーリンズ           | 東               | 79               | 82               | .491             | 7.5              |                  |                  |                  |                  |                  |                  |                  |                  |
| 8                      | ピッツバーグ・パイレーツ       | 中               | 78               | 83               | .484             | 8.5              |                  |                  |                  |                  |                  |                  |                  |                  |
| 9                      | コロラド・ロッキーズ           | 西               | 75               | 87               | .463             | 12.0             |                  |                  |                  |                  |                  |                  |                  |                  |
| 10                     | ミルウォーキー・ブルワーズ     | 中               | 73               | 89               | .451             | 14.0             |                  |                  |                  |                  |                  |                  |                  |                  |
| 11                     | サンディエゴ・パドレス         | 西               | 71               | 91               | .438             | 16.0             |                  |                  |                  |                  |                  |                  |                  |                  |
| 12                     | アリゾナ・ダイヤモンドバックス | 西               | 69               | 93               | .426             | 18.0             |                  |                  |                  |                  |                  |                  |                  |                  |
| 13                     | アトランタ・ブレーブス         | 東               | 68               | 93               | .422             | 18.5             |                  |                  |                  |                  |                  |                  |                  |                  |
| 14                     | サンディエゴ・パドレス         | 西               | 68               | 94               | .420             | 19.0             |                  |                  |                  |                  |                  |                  |                  |                  |
| 15                     | シンシナティ・レッズ           | 中               | 68               | 94               | .420             | 19.0             |                  |                  |                  |                  |                  |                  |                  |                  |
| タイブレーク           |                                |                  |                  |                  |                  |                  |                  |                  |                  |                  |                  |                  |                  |                  |
|                        |                                |                  |                  |                  |                  |                  |                  |                  |                  |                  |                  |                  |                  |                  |

### オールスターゲーム
| 日付                         | ビジター球団（先攻） | スコア | ホーム球団（後攻） | 開催球場       |
| ---------------------------- | -------------------- | ------ | ------------------ | -------------- |
| 7月11日                      | ナショナルリーグ     | 2-4    | アメリカンリーグ   | ペトコ・パーク |
| MVP：エリック・ホズマー (KC) |                      |        |                    |                |

### ポストシーズン
| |      |                |                |                |                |                |                |      |                |                |                |                |                |                |                |                |                  |                  |                  |                  |                  |                  |                  |  |  |  |  |  |  |  |  |  |  |  |
| |      |                |                |                |                |                |                |      |                | 3              | レッドソックス | レッドソックス | レッドソックス | レッドソックス | レッドソックス | レッドソックス |                  |                  |                  |                  |                  |                  |                  |  |  |  |  |  |  |  |  |  |  |  |
| |      |                | 4              | 0              | 3              |                |                |      |                |                |                |                |                |                |                |                |                  |                  |                  |                  |                  |                  |                  |  |  |  |  |  |  |  |  |  |  |  |
| |      |                | 5              | 6              | 4              |                |                |      |                |                |                |                |                |                |                |                |                  |                  |                  |                  |                  |                  |                  |  |  |  |  |  |  |  |  |  |  |  |
| | 2    | インディアンス | インディアンス | インディアンス | インディアンス | インディアンス | インディアンス | 2    | インディアンス | インディアンス | インディアンス | インディアンス | インディアンス | インディアンス |                |                |                  |                  |                  |                  |                  |                  |                  |  |  |  |  |  |  |  |  |  |  |  |
| |      |                |                |                |                |                |                |      |                |                |                |                |                |                | 2              | 2              | 4                | 1                | 3                |                  |                  |                  |                  |  |  |  |  |  |  |  |  |  |  |  |
| |      | 0              | 1              | 2              | 5              | 0              |                |      |                |                |                |                |                |                |                |                |                  |                  |                  |                  |                  |                  |                  |  |  |  |  |  |  |  |  |  |  |  |
| | 5    | オリオールズ   | オリオールズ   | オリオールズ   | オリオールズ   | オリオールズ   | 2              |      |                | 4              | ブルージェイズ | ブルージェイズ | ブルージェイズ | ブルージェイズ | ブルージェイズ | ブルージェイズ | 4                | ブルージェイズ   | ブルージェイズ   | ブルージェイズ   | ブルージェイズ   | ブルージェイズ   | ブルージェイズ   |  |  |  |  |  |  |  |  |  |  |  |
| | 4    | ブルージェイズ | ブルージェイズ | ブルージェイズ | ブルージェイズ | ブルージェイズ | 5              |      |                | 10             | 5              | 7              |                |                |                |                | ALCS             | ALCS             | ALCS             | ALCS             | ALCS             | ALCS             | ALCS             |  |  |  |  |  |  |  |  |  |  |  |
| | ALWC | ALWC           | ALWC           | ALWC           | ALWC           | ALWC           | ALWC           |      |                | 1              | 3              | 6              |                |                |                |                | ALCS             | ALCS             | ALCS             | ALCS             | ALCS             | ALCS             | ALCS             |  |  |  |  |  |  |  |  |  |  |  |
| | ALWC | ALWC           | ALWC           | ALWC           | ALWC           | ALWC           | ALWC           | 1    | レンジャーズ   | レンジャーズ   | レンジャーズ   | レンジャーズ   | レンジャーズ   | レンジャーズ   |                |                |                  |                  |                  |                  |                  |                  |                  |  |  |  |  |  |  |  |  |  |  |  |
| |      |                |                |                |                |                |                | ALDS | ALDS           | ALDS           | ALDS           | ALDS           | ALDS           | ALDS           | 2              | インディアンス | インディアンス   | インディアンス   | インディアンス   | インディアンス   | インディアンス   |                  |                  |  |  |  |  |  |  |  |  |  |  |  |
| | 6    | 1              | 1              | 7              | 3              | 7              |                | ALDS | ALDS           | ALDS           | ALDS           | ALDS           | ALDS           | ALDS           |                |                |                  |                  |                  |                  |                  |                  |                  |  |  |  |  |  |  |  |  |  |  |  |
| |      |                |                |                |                |                |                |      | 0              | 5              | 0              | 2              | 9              | 8              |                |                |                  |                  |                  |                  |                  |                  |                  |  |  |  |  |  |  |  |  |  |  |  |
| | 1    | カブス         | カブス         | カブス         | カブス         | カブス         | カブス         |      |                |                |                |                |                |                |                |                |                  |                  |                  |                  |                  |                  |                  |  |  |  |  |  |  |  |  |  |  |  |
| |      |                |                |                |                |                |                |      |                | 3              | ドジャース     | ドジャース     | ドジャース     | ドジャース     | ドジャース     | ドジャース     | ワールドシリーズ | ワールドシリーズ | ワールドシリーズ | ワールドシリーズ | ワールドシリーズ | ワールドシリーズ | ワールドシリーズ |  |  |  |  |  |  |  |  |  |  |  |
| |      |                | 4              | 2              | 3              | 6              | 4              |      |                |                |                |                |                |                |                |                | ワールドシリーズ | ワールドシリーズ | ワールドシリーズ | ワールドシリーズ | ワールドシリーズ | ワールドシリーズ | ワールドシリーズ |  |  |  |  |  |  |  |  |  |  |  |
| |      |                | 3              | 5              | 8              | 5              | 3              |      |                |                |                |                |                |                |                |                |                  |                  |                  |                  |                  |                  |                  |  |  |  |  |  |  |  |  |  |  |  |
| | 2    | ナショナルズ   | ナショナルズ   | ナショナルズ   | ナショナルズ   | ナショナルズ   | ナショナルズ   | 3    | ドジャース     | ドジャース     | ドジャース     | ドジャース     | ドジャース     | ドジャース     |                |                |                  |                  |                  |                  |                  |                  |                  |  |  |  |  |  |  |  |  |  |  |  |
| |      |                |                |                |                |                |                |      |                |                |                |                |                |                | 4              | 1              | 6                | 2                | 4                | 0                |                  |                  |                  |  |  |  |  |  |  |  |  |  |  |  |
| |      | 8              | 0              | 0              | 10             | 8              | 5              |      |                |                |                |                |                |                |                |                |                  |                  |                  |                  |                  |                  |                  |  |  |  |  |  |  |  |  |  |  |  |
| | 5    | ジャイアンツ   | ジャイアンツ   | ジャイアンツ   | ジャイアンツ   | ジャイアンツ   | 3              |      |                | 5              | ジャイアンツ   | ジャイアンツ   | ジャイアンツ   | ジャイアンツ   | ジャイアンツ   | ジャイアンツ   | 1                | カブス           | カブス           | カブス           | カブス           | カブス           | カブス           |  |  |  |  |  |  |  |  |  |  |  |
| | 4    | メッツ         | メッツ         | メッツ         | メッツ         | メッツ         | 0              |      |                | 0              | 2              | 6              | 5              |                |                |                | NLCS             | NLCS             | NLCS             | NLCS             | NLCS             | NLCS             | NLCS             |  |  |  |  |  |  |  |  |  |  |  |
| | NLWC | NLWC           | NLWC           | NLWC           | NLWC           | NLWC           | NLWC           |      |                | 1              | 5              | 5              | 6              |                |                |                | NLCS             | NLCS             | NLCS             | NLCS             | NLCS             | NLCS             | NLCS             |  |  |  |  |  |  |  |  |  |  |  |
| | NLWC | NLWC           | NLWC           | NLWC           | NLWC           | NLWC           | NLWC           | 1    | カブス         | カブス         | カブス         | カブス         | カブス         | カブス         |                |                |                  |                  |                  |                  |                  |                  |                  |  |  |  |  |  |  |  |  |  |  |  |
| |      |                |                |                |                |                |                | NLDS |                |                |                |                |                |                |                |                |                  |                  |                  |                  |                  |                  |                  |  |  |  |  |  |  |  |  |  |  |  |
| |      |                |                |                |                |                |                |      |                |                |                |                |                |                |                |                |                  |                  |                  |                  |                  |                  |                  |  |  |  |  |  |  |  |  |  |  |  |
| - 対戦カードはレギュラーシーズンのシード順で決定される - チーム名の左の数字は、レギュラーシーズンの結果に基づいて決定されたシード順 - 各ラウンドの開催地は、ワイルドカードの1試合、5回戦の1・2・5戦、7回戦の1・2・6・7戦がシード上位のホームグラウンドとなる - ワールドシリーズのホームアドバンテージはオールスター戦で勝利したリーグのチームに与えられる |      |                |                |                |                |                |                |      |                |                |                |                |                |                |                |                |                  |                  |                  |                  |                  |                  |                  |  |  |  |  |  |  |  |  |  |  |  |

#### ワイルドカードプレーオフ

##### アメリカンリーグ
| 日付                           | ビジター球団（先攻）     | スコア | ホーム球団（後攻）       | 開催球場             |
| ------------------------------ | ------------------------ | ------ | ------------------------ | -------------------- |
| 10月4日                        | トロント・ブルージェイズ | 5-2    | ボルチモア・オリオールズ | ロジャーズ・センター |
| 勝者：トロント・ブルージェイズ |                          |        |                          |                      |

##### ナショナルリーグ
| 日付                                 | ビジター球団（先攻）           | スコア | ホーム球団（後攻）   | 開催球場           |
| ------------------------------------ | ------------------------------ | ------ | -------------------- | ------------------ |
| 10月5日                              | サンフランシスコ・ジャイアンツ | 3-0    | ニューヨーク・メッツ | シティ・フィールド |
| 勝者：サンフランシスコ・ジャイアンツ |                                |        |                      |                    |

#### ディビジョンシリーズ

##### アメリカンリーグ
- トロント・ブルージェイズ 3勝0敗 テキサス・レンジャーズ

| 日付                           | 試合  | ビジター球団（先攻）     | スコア | ホーム球団（後攻）       | 開催球場                                   |
| ------------------------------ | ----- | ------------------------ | ------ | ------------------------ | ------------------------------------------ |
| 10月6日                        | 第1戦 | トロント・ブルージェイズ | 10-1   | テキサス・レンジャーズ   | グローブライフ・パーク・イン・アーリントン |
| 10月7日                        | 第2戦 | トロント・ブルージェイズ | 5-3    | テキサス・レンジャーズ   | グローブライフ・パーク・イン・アーリントン |
| 10月9日                        | 第3戦 | テキサス・レンジャーズ   | 6-7    | トロント・ブルージェイズ | ロジャーズ・センター                       |
| 勝者：トロント・ブルージェイズ |       |                          |        |                          |                                            |

- クリーブランド・インディアンス 3勝0敗 ボストン・レッドソックス

| 日付                                 | 試合  | ビジター球団（先攻）           | スコア | ホーム球団（後攻）             | 開催球場                   |
| ------------------------------------ | ----- | ------------------------------ | ------ | ------------------------------ | -------------------------- |
| 10月6日                              | 第1戦 | ボストン・レッドソックス       | 4-5    | クリーブランド・インディアンス | プログレッシブ・フィールド |
| 10月7日                              | 第2戦 | ボストン・レッドソックス       | 0-6    | クリーブランド・インディアンス | プログレッシブ・フィールド |
| 10月10日                             | 第3戦 | クリーブランド・インディアンス | 4-3    | ボストン・レッドソックス       | フェンウェイ・パーク       |
| 勝者：クリーブランド・インディアンス |       |                                |        |                                |                            |

##### ナショナルリーグ
- ロサンゼルス・ドジャース 3勝2敗 ワシントン・ナショナルズ

| 日付                           | 試合  | ビジター球団（先攻）     | スコア | ホーム球団（後攻）       | 開催球場             |
| ------------------------------ | ----- | ------------------------ | ------ | ------------------------ | -------------------- |
| 10月7日                        | 第1戦 | ロサンゼルス・ドジャース | 4-3    | ワシントン・ナショナルズ | ナショナルズ・パーク |
| 10月9日                        | 第2戦 | ロサンゼルス・ドジャース | 2-5    | ワシントン・ナショナルズ | ナショナルズ・パーク |
| 10月10日                       | 第3戦 | ワシントン・ナショナルズ | 8-3    | ロサンゼルス・ドジャース | ドジャー・スタジアム |
| 10月11日                       | 第4戦 | ワシントン・ナショナルズ | 5-6    | ロサンゼルス・ドジャース | ドジャー・スタジアム |
| 10月13日                       | 第5戦 | ロサンゼルス・ドジャース | 4-3    | ワシントン・ナショナルズ | ナショナルズ・パーク |
| 勝者：ロサンゼルス・ドジャース |       |                          |        |                          |                      |

- シカゴ・カブス 3勝1敗 サンフランシスコ・ジャイアンツ

| 日付                 | 試合  | ビジター球団（先攻）           | スコア | ホーム球団（後攻）             | 開催球場             |
| -------------------- | ----- | ------------------------------ | ------ | ------------------------------ | -------------------- |
| 10月7日              | 第1戦 | サンフランシスコ・ジャイアンツ | 0-1    | シカゴ・カブス                 | リグレー・フィールド |
| 10月8日              | 第2戦 | サンフランシスコ・ジャイアンツ | 2-5    | シカゴ・カブス                 | リグレー・フィールド |
| 10月10日             | 第3戦 | シカゴ・カブス                 | 5-6    | サンフランシスコ・ジャイアンツ | AT&Tパーク           |
| 10月11日             | 第4戦 | シカゴ・カブス                 | 6-5    | サンフランシスコ・ジャイアンツ | AT&Tパーク           |
| 勝者：シカゴ・カブス |       |                                |        |                                |                      |

#### リーグチャンピオンシップシリーズ

##### アメリカンリーグ
- クリーブランド・インディアンス 4勝1敗 トロント・ブルージェイズ

| 日付                                                                    | 試合  | ビジター球団（先攻）           | スコア | ホーム球団（後攻）             | 開催球場                   |
| ----------------------------------------------------------------------- | ----- | ------------------------------ | ------ | ------------------------------ | -------------------------- |
| 10月14日                                                                | 第1戦 | トロント・ブルージェイズ       | 0-2    | クリーブランド・インディアンス | プログレッシブ・フィールド |
| 10月15日                                                                | 第2戦 | トロント・ブルージェイズ       | 1-2    | クリーブランド・インディアンス | プログレッシブ・フィールド |
| 10月17日                                                                | 第3戦 | クリーブランド・インディアンス | 4-2    | トロント・ブルージェイズ       | ロジャーズ・センター       |
| 10月18日                                                                | 第4戦 | クリーブランド・インディアンス | 1-5    | トロント・ブルージェイズ       | ロジャーズ・センター       |
| 10月19日                                                                | 第5戦 | クリーブランド・インディアンス | 3-0    | トロント・ブルージェイズ       | ロジャーズ・センター       |
| 優勝：クリーブランド・インディアンス（6回目） MVP：アンドリュー・ミラー |       |                                |        |                                |                            |

##### ナショナルリーグ
- シカゴ・カブス 4勝2敗 ロサンゼルス・ドジャース

| 日付                                                                  | 試合  | ビジター球団（先攻）     | スコア | ホーム球団（後攻）       | 開催球場             |
| --------------------------------------------------------------------- | ----- | ------------------------ | ------ | ------------------------ | -------------------- |
| 10月15日                                                              | 第1戦 | ロサンゼルス・ドジャース | 4-8    | シカゴ・カブス           | リグレー・フィールド |
| 10月16日                                                              | 第2戦 | ロサンゼルス・ドジャース | 1-0    | シカゴ・カブス           | リグレー・フィールド |
| 10月18日                                                              | 第3戦 | シカゴ・カブス           | 0-6    | ロサンゼルス・ドジャース | ドジャー・スタジアム |
| 10月19日                                                              | 第4戦 | シカゴ・カブス           | 10-2   | ロサンゼルス・ドジャース | ドジャー・スタジアム |
| 10月20日                                                              | 第5戦 | シカゴ・カブス           | 8-4    | ロサンゼルス・ドジャース | ドジャー・スタジアム |
| 10月22日                                                              | 第6戦 | ロサンゼルス・ドジャース | 0-5    | シカゴ・カブス           | リグレー・フィールド |
| 優勝：シカゴ・カブス（3回目） MVP：ハビアー・バエズ、ジョン・レスター |       |                          |        |                          |                      |

### ワールドシリーズ
| 日付                                                | 試合  | ビジター球団（先攻）           | スコア | ホーム球団（後攻）             | 開催球場                   |
| --------------------------------------------------- | ----- | ------------------------------ | ------ | ------------------------------ | -------------------------- |
| 10月25日（火）                                      | 第1戦 | シカゴ・カブス                 | 0－6   | クリーブランド・インディアンス | プログレッシブ・フィールド |
| 10月26日（水）                                      | 第2戦 | シカゴ・カブス                 | 5－1   | クリーブランド・インディアンス | プログレッシブ・フィールド |
| 10月28日（金）                                      | 第3戦 | クリーブランド・インディアンス | 1－0   | シカゴ・カブス                 | リグレー・フィールド       |
| 10月29日（土）                                      | 第4戦 | クリーブランド・インディアンス | 7－2   | シカゴ・カブス                 | リグレー・フィールド       |
| 10月30日（日）                                      | 第5戦 | クリーブランド・インディアンス | 2－3   | シカゴ・カブス                 | リグレー・フィールド       |
| 11月1日（火）                                       | 第6戦 | シカゴ・カブス                 | 9－3   | クリーブランド・インディアンス | プログレッシブ・フィールド |
| 11月2日（水）                                       | 第7戦 | シカゴ・カブス                 | 8－7   | クリーブランド・インディアンス | プログレッシブ・フィールド |
| 優勝：シカゴ・カブス（3回目） MVP：ベン・ゾブリスト |       |                                |        |                                |                            |

## 個人タイトル
| 打者成績         | 打者成績                     | 打者成績         | 打者成績         | 打者成績               | 打者成績         | 打者成績         |
| アメリカンリーグ | アメリカンリーグ             | アメリカンリーグ | アメリカンリーグ | ナショナルリーグ       | ナショナルリーグ | ナショナルリーグ |
| 項目             | 選手                         | 選手             | 記録             | 選手                   | 選手             | 記録             |
| ---------------- | ---------------------------- | ---------------- | ---------------- | ---------------------- | ---------------- | ---------------- |
| 首位打者         | ホセ・アルトゥーベ           | HOU              | .338             | DJ・ルメイユ           | COL              | .348             |
| 最多本塁打       | マーク・トランボ             | BAL              | 47               | ノーラン・アレナド     | COL              | 41               |
| 最多本塁打       | マーク・トランボ             | BAL              | 47               | クリス・カーター       | MIL              | 41               |
| 最多打点         | エドウィン・エンカーナシオン | TOR              | 127              | ノーラン・アレナド     | COL              | 133              |
| 最多打点         | デビッド・オルティーズ       | BOS              | 127              | ノーラン・アレナド     | COL              | 133              |
| 最多盗塁         | ラージャイ・デービス         | CLE              | 43               | ジョナサン・ビヤー     | MIL              | 62               |
| 投手成績         |                              |                  |                  |                        |                  |                  |
| アメリカンリーグ | アメリカンリーグ             | アメリカンリーグ | アメリカンリーグ | ナショナルリーグ       | ナショナルリーグ | ナショナルリーグ |
| 項目             | 選手                         | 選手             | 記録             | 選手                   | 選手             | 記録             |
| 最多勝利         | リック・ポーセロ             | BOS              | 22               | マックス・シャーザー   | WSH              | 20               |
| 最優秀防御率     | アーロン・サンチェス         | TOR              | 3.00             | カイル・ヘンドリックス | CHC              | 2.13             |
| 最多奪三振       | ジャスティン・バーランダー   | DET              | 254              | マックス・シャーザー   | WSH              | 284              |
| 最多セーブ投手   | ザック・ブリットン           | BAL              | 47               | ジェウリス・ファミリア | NYM              | 51               |

## 表彰

### 全米野球記者協会（BBWAA）表彰
| 表彰         | アメリカンリーグ            | ナショナルリーグ            |
| ------------ | --------------------------- | --------------------------- |
| MVP          | マイク・トラウト（LAA）     | クリス・ブライアント（CHC） |
| サイヤング賞 | リック・ポーセロ（BOS）     | マックス・シャーザー（WSH） |
| 最優秀新人賞 | マイケル・フルマー（DET）   | コーリー・シーガー（LAD）   |
| 最優秀監督賞 | テリー・フランコーナ（CLE） | デーブ・ロバーツ（LAD）     |

### ゴールドグラブ賞
| ゴールドグラブ賞 | ゴールドグラブ賞         | ゴールドグラブ賞 | ゴールドグラブ賞            | ゴールドグラブ賞 |
|                  | アメリカンリーグ         | アメリカンリーグ | ナショナルリーグ            | ナショナルリーグ |
| ---------------- | ------------------------ | ---------------- | --------------------------- | ---------------- |
| 投手             | ダラス・カイケル         | HOU              | ザック・グレインキー        | LAD              |
| 捕手             | サルバドール・ペレス     | KC               | バスター・ポージー          | SF               |
| 一塁手           | ミッチ・モアランド       | TEX              | アンソニー・リゾー          | CHC              |
| 二塁手           | イアン・キンズラー       | DET              | ジョー・パニック            | SF               |
| 三塁手           | エイドリアン・ベルトレ   | TEX              | ノーラン・アレナド          | COL              |
| 遊撃手           | フランシスコ・リンドーア | CLE              | ブランドン・クロフォード    | SF               |
| 左翼手           | ブレット・ガードナー     | NYY              | スターリング・マルテ        | PIT              |
| 中堅手           | ケビン・キアマイアー     | TB               | エンダー・インシアーテ（ATL |                  |
| 右翼手           | ムーキー・ベッツ         | BOS              | ジェイソン・ヘイワード      | CHC              |

### シルバースラッガー賞
| シルバースラッガー賞 | シルバースラッガー賞   | シルバースラッガー賞 | シルバースラッガー賞     | シルバースラッガー賞 |
| 守備位置             | アメリカンリーグ       | アメリカンリーグ     | ナショナルリーグ         | ナショナルリーグ     |
| -------------------- | ---------------------- | -------------------- | ------------------------ | -------------------- |
| 投手                 | -                      | -                    | ジェイク・アリエータ     | CHC                  |
| 捕手                 | サルバドール・ペレス   | KC                   | ウィルソン・ラモス       | WSH                  |
| 一塁手               | ミゲル・カブレラ       | DET                  | アンソニー・リゾー       | CHC                  |
| 二塁手               | ホセ・アルトゥーベ     | HOU                  | ダニエル・マーフィー     | WSH                  |
| 三塁手               | ジョシュ・ドナルドソン | TOR                  | ノーラン・アレナド       | COL                  |
| 遊撃手               | ザンダー・ボガーツ     | BOS                  | コーリー・シーガー       | LAD                  |
| 外野手               | マイク・トラウト       | LAA                  | ヨエニス・セスペデス     | NYM                  |
| 外野手               | ムーキー・ベッツ       | BOS                  | チャーリー・ブラックモン | COL                  |
| 外野手               | マーク・トランボ       | BAL                  | クリスチャン・イエリッチ | MIA                  |
| 指名打者             | デビッド・オルティーズ | BOS                  | -                        | -                    |

### その他表彰
| 表彰                   | アメリカンリーグ                  | ナショナルリーグ                  |
| ---------------------- | --------------------------------- | --------------------------------- |
| ハンク・アーロン賞     | デビッド・オルティーズ（BOS）     | クリス・ブライアント（CHC）       |
| 最優秀救援投手賞       | ザック・ブリットン（BAL）         | ケンリー・ジャンセン（LAD）       |
| カムバック賞           | リック・ポーセロ（BOS）           | アンソニー・レンドン（WSH）       |
| ロベルト・クレメンテ賞 | カーティス・グランダーソン（NYM） | カーティス・グランダーソン（NYM） |
| 最優秀GM賞             | セオ・エプスタイン（CHC）         | セオ・エプスタイン（CHC）         |

### プレイヤー・オブ・ザ・マンス
|     | アメリカンリーグ            | アメリカンリーグ | ナショナルリーグ     | ナショナルリーグ |
|     | 選手                        | 球団             | 選手                 | 球団             |
| --- | --------------------------- | ---------------- | -------------------- | ---------------- |
| 4月 | マニー・マチャド            | BAL              | ブライス・ハーパー   | WSH              |
| 5月 | ジャッキー・ブラッドリーJr. | BOS              | ダニエル・マーフィー | WSH              |
| 6月 | ホセ・アルトゥーベ          | HOU              | ウィル・マイヤーズ   | SD               |
| 7月 | ムーキー・ベッツ            | BOS              | ダニエル・マーフィー | WSH              |
| 8月 | ゲイリー・サンチェス        | NYY              | クリス・ブライアント | CHC              |
| 9月 | ミゲル・カブレラ            | DET              | フレディ・フリーマン | ATL              |

### ピッチャー・オブ・ザ・マンス
|     | アメリカンリーグ           | アメリカンリーグ | ナショナルリーグ             | ナショナルリーグ |
|     | 選手                       | 球団             | 選手                         | 球団             |
| --- | -------------------------- | ---------------- | ---------------------------- | ---------------- |
| 4月 | ジョーダン・ジマーマン     | DET              | ジェイク・アリエータ         | CHC              |
| 5月 | リッチ・ヒル               | OAK              | クレイトン・カーショウ       | LAD              |
| 6月 | ダニー・サラザー           | CLE              | ジョン・レスター             | CHC              |
| 7月 | ジャスティン・バーランダー | DET              | スティーブン・ストラスバーグ | WSH              |
| 8月 | コーリー・クルーバー       | CLE              | カイル・ヘンドリックス       | CHC              |
| 9月 | リック・ポーセロ           | BOS              | ジョン・レスター             | CHC              |

### ルーキー・オブ・ザ・マンス
|     | アメリカンリーグ     | アメリカンリーグ | ナショナルリーグ     | ナショナルリーグ |
|     | 選手                 | 球団             | 選手                 | 球団             |
| --- | -------------------- | ---------------- | -------------------- | ---------------- |
| 4月 | ノマー・マザラ       | TEX              | トレバー・ストーリー | COL              |
| 5月 | ノマー・マザラ       | TEX              | スティーブン・マッツ | NYM              |
| 6月 | タイラー・ネイキン   | CLE              | コーリー・シーガー   | LAD              |
| 7月 | タイラー・ネイキン   | CLE              | ライアン・シンフ     | SD               |
| 8月 | ゲイリー・サンチェス | NYY              | トレイ・ターナー     | WSH              |
| 9月 | リオン・ヒーリー     | OAK              | トレイ・ターナー     | WSH              |

### アメリカ野球殿堂入り表彰者
BBWAA投票 
- ケン・グリフィーJr. - 得票率99.3%（有資格1年目、史上最高得票率）
- マイク・ピアッツァ - 得票率83.0%（有資格4年目）

## 引退
- 03月15日 - アダム・ラローシュ[387]
- 03月18日 - ブラッド・ペニー[388]
- 04月26日 - デビッド・マーフィー[389]
- 04月29日 - グラント・バルフォア[390]
- 06月06日 - フィリップ・オーモン[391]
- 07月18日 - 岡島秀樹[392]
- 08月05日 - マーク・テシェイラ[393]
- 08月07日 - アレックス・ロドリゲス[394]
- 08月10日 - プリンス・フィルダー[395]
- 09月16日 - ジョエル・ペラルタ[396]
- 11月07日 - マット・ソーントン[397]
- 11月14日 - ジョー・サッチャー[398]
- 11月15日 - ジョエル・ハンラハン[399]

## 永久欠番
- 01月08日 - ケン・グリフィー・ジュニア：シアトル・マリナーズ『24』[400]。
- 01月19日 -  シンシナティ・レッズは、ピート・ローズ：シンシナティ・レッズ『14』[401]。
- 01月25日 - マイク・ピアッツァ：ニューヨーク・メッツ『31』[402]。
- 12月06日 - デレク・ジーター：ニューヨーク・ヤンキース『2』[403][404]。